# مخطط دبي
المخطط التفصيلي التالي كنظرة عامة ودليل موضوعي لدبي.

## جغرافية دبي
- دبي هي مدينة عاصمة إمارة دبي
- عدد سكان دبي: 3,010,261[1]
- مساحة دبي: 4,114 كم2 (1,588 ميل مربع)

### موقع دبي
- تقع دبي ضمن المناطق التالية:
  - نصف الأرض الشمالي ونصف الأرض الشرقي
    - آسيا
      - غرب آسيا
        - شبه الجزيرة العربية
          - الإمارات العربية المتحدة
            - إمارة دبي
              - منطقة دبي والشارقة وعجمان الكبرى

### بيئة دبي

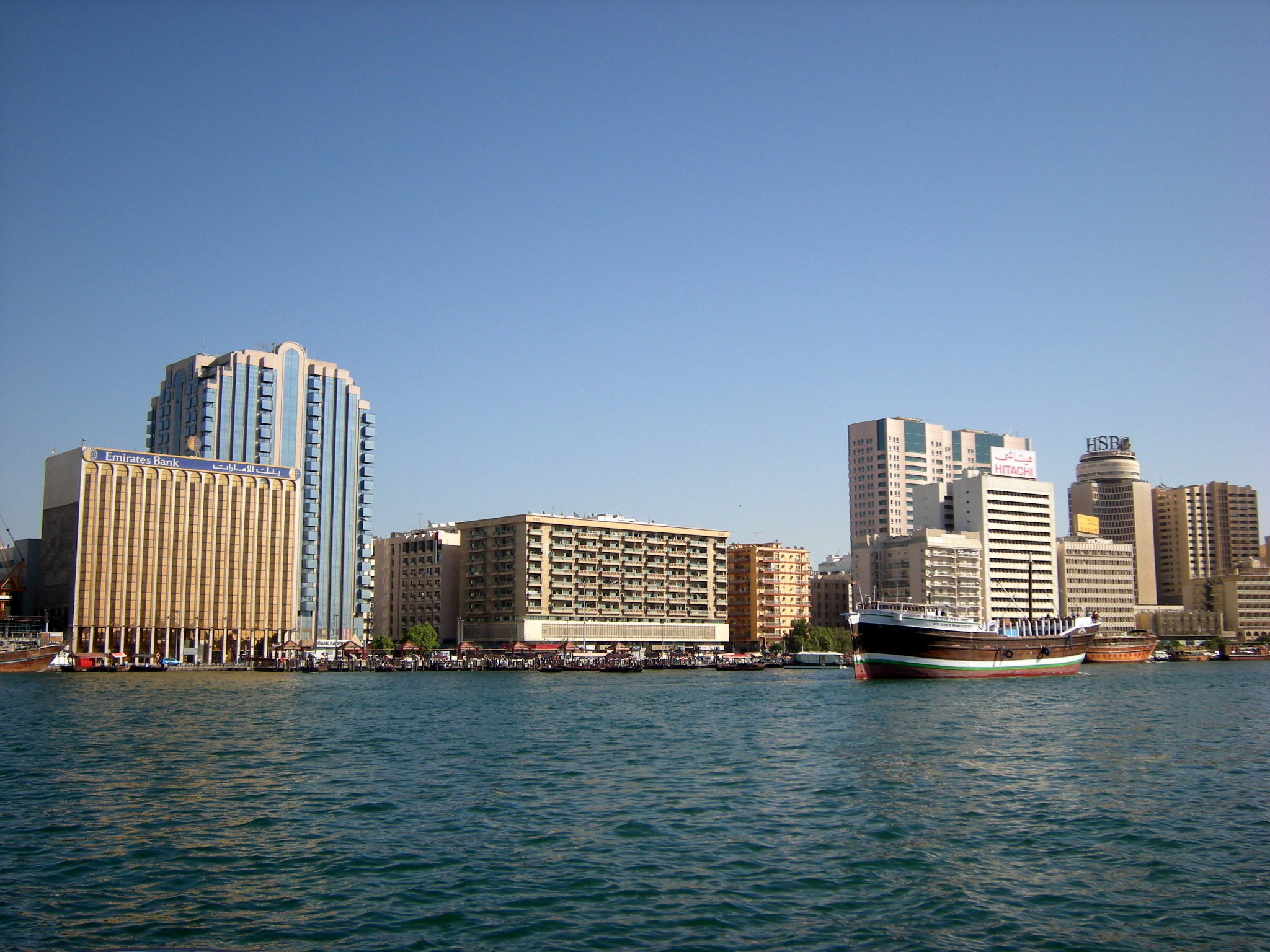
خور دبي

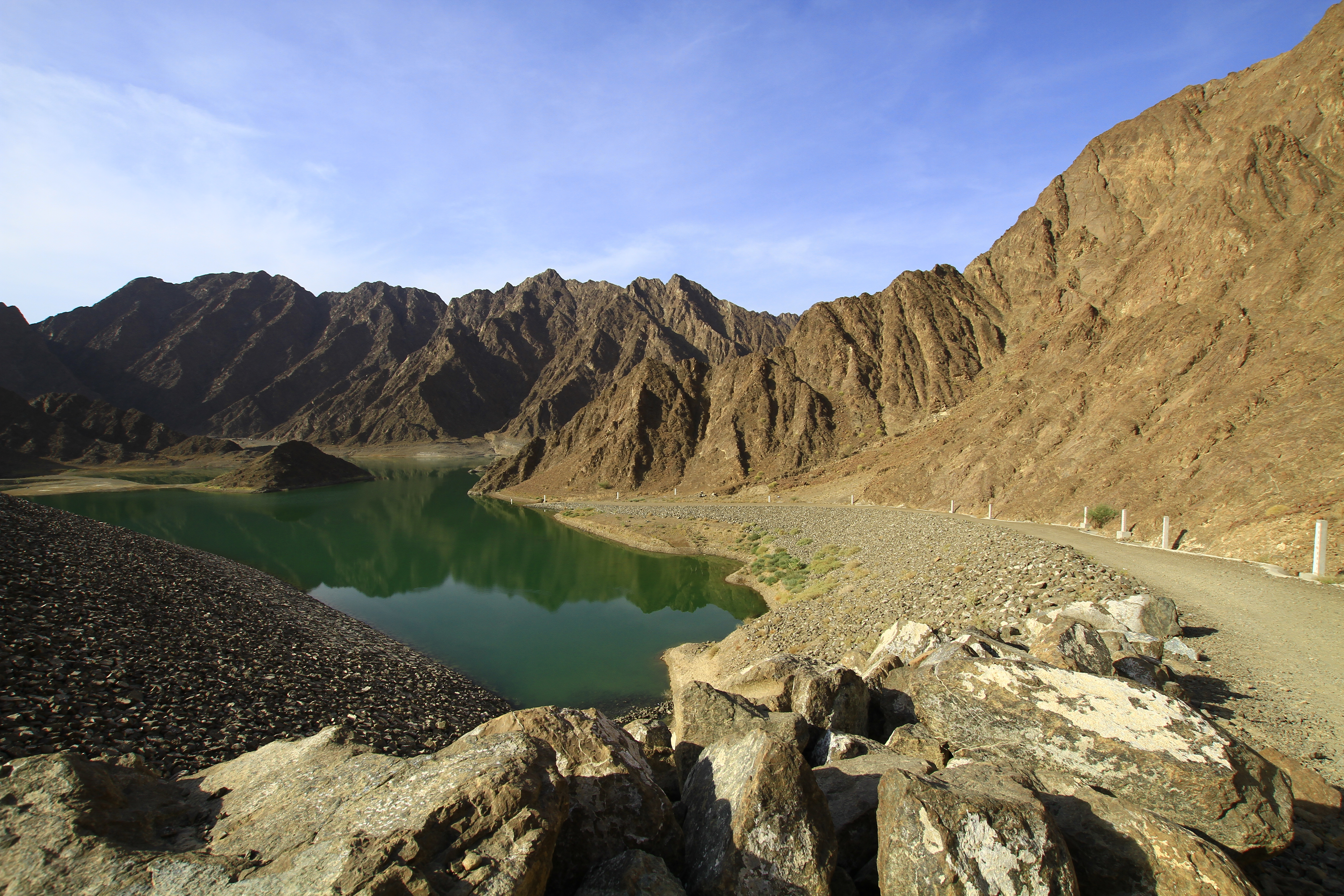
خزان حتا

- مناخ دبي
- الاستدامة في دبيخور دبي

#### المعالم الجغرافية الطبيعية لدبي

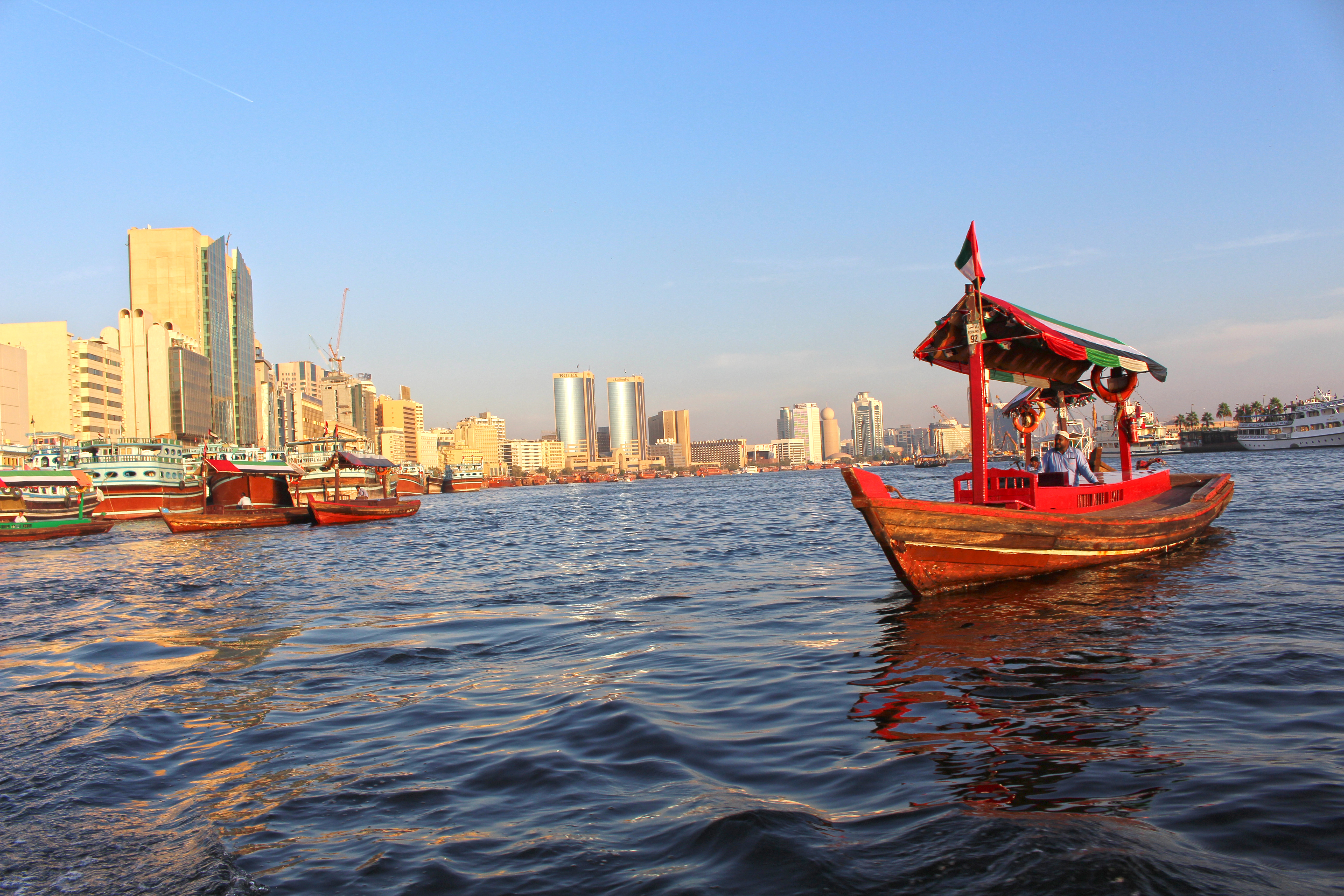
ديرة (دبي)

- الشواطئ في دبي
  - شاطئ جميرا
- القنوات في دبي
  - قناة دبي المائية
- الجداول في دبي
  - خور دبي
- الصحراء في دبي
  - الربع الخالي
- بحيرات في دبي
  - محمية المرموم الصحراوية
- جبال في دبي
  - جبال الحجر

### مناطق دبي

البستكية

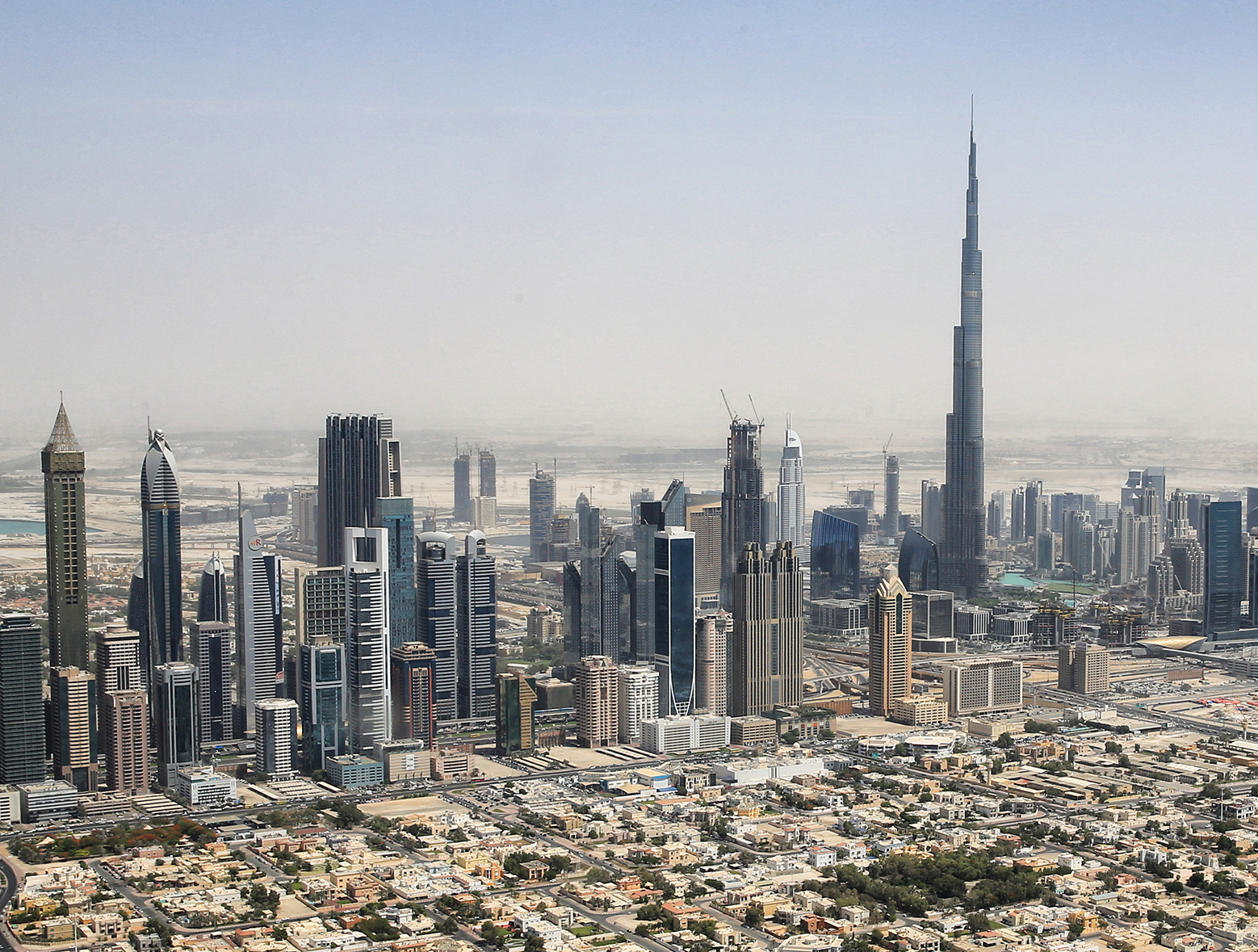
وسط مدينة دبي

- ديرة
- حتا
- جميرا

#### مناطق دبي
- البستكية[2]
- الكرامة
- بر دبي
- الخليج التجاري
- وسط مدينة دبي
- مرسى دبي

### المواقع في دبي
- مناطق الجذب السياحي في دبي
  - المتاحف في دبي
  - مناطق التسوق والأسواق

#### الجسور في دبي

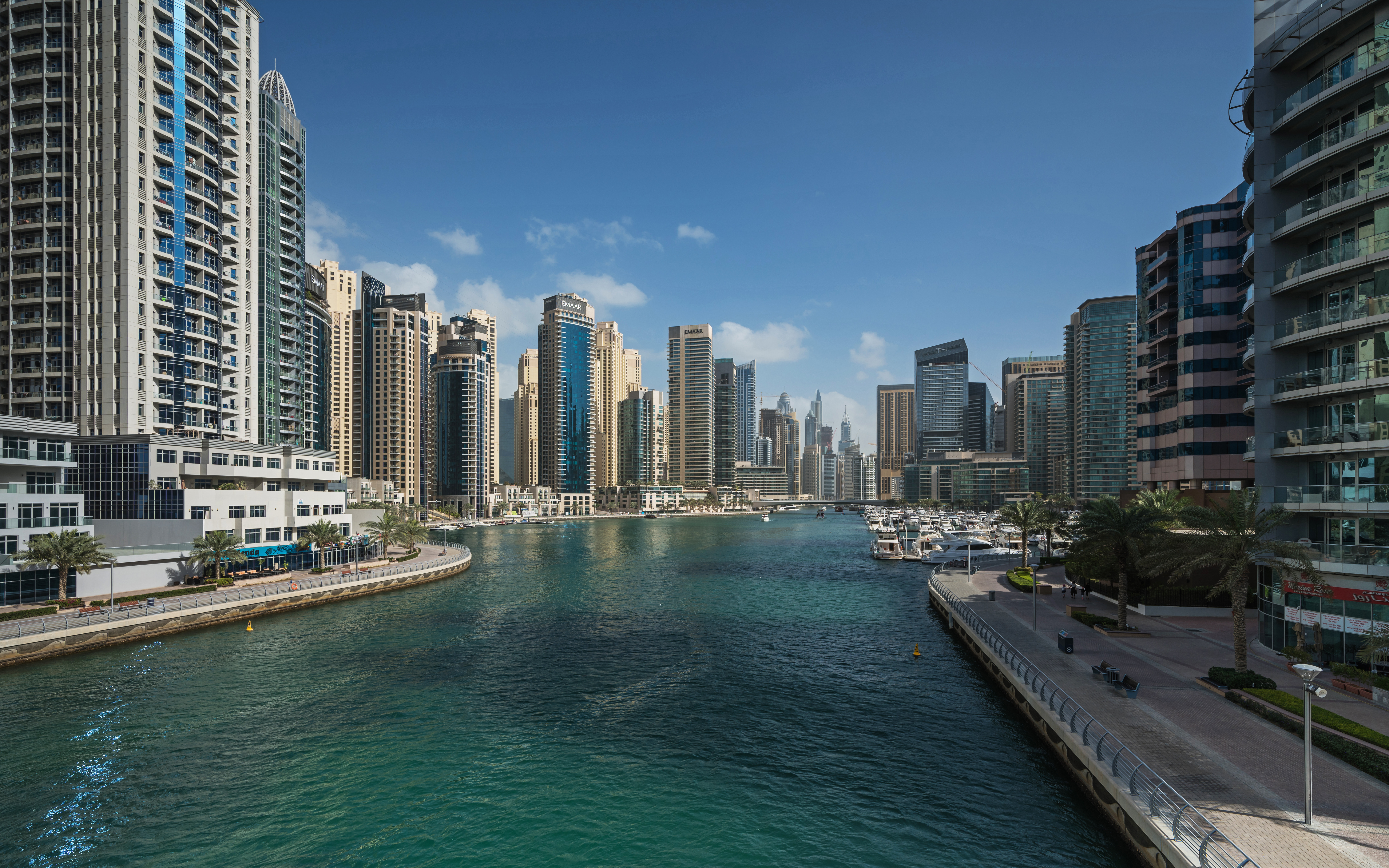
مرسى دبي

- جسر القرهود
- جسر الاتحاد
- جسر آل مكتوم
- معبر الخليج التجاري
- الجسر العائم
- معبر الشيخ راشد بن سعيد

#### المراكز الثقافية والمعارض في دبي
- مركز دبي الدولي للمؤتمرات
- مركز دبي

#### حصون دبي

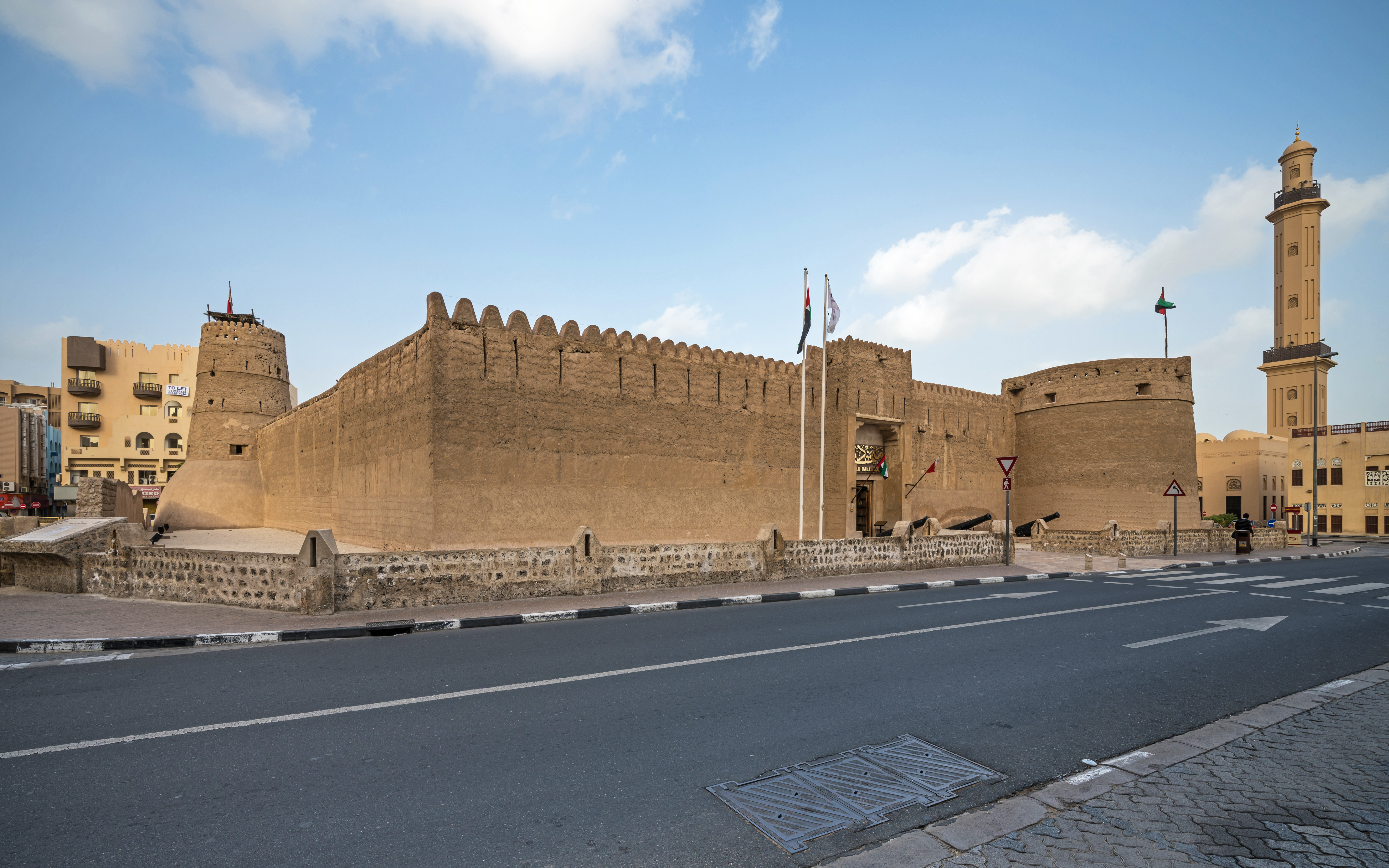
Al Fahidi Fort

- قلعة الفهيدي
- حصن نايف
- قلعة حتا

#### نوافير في دبي
- نافورة دبي

#### الآثار والنصب التذكارية في دبي

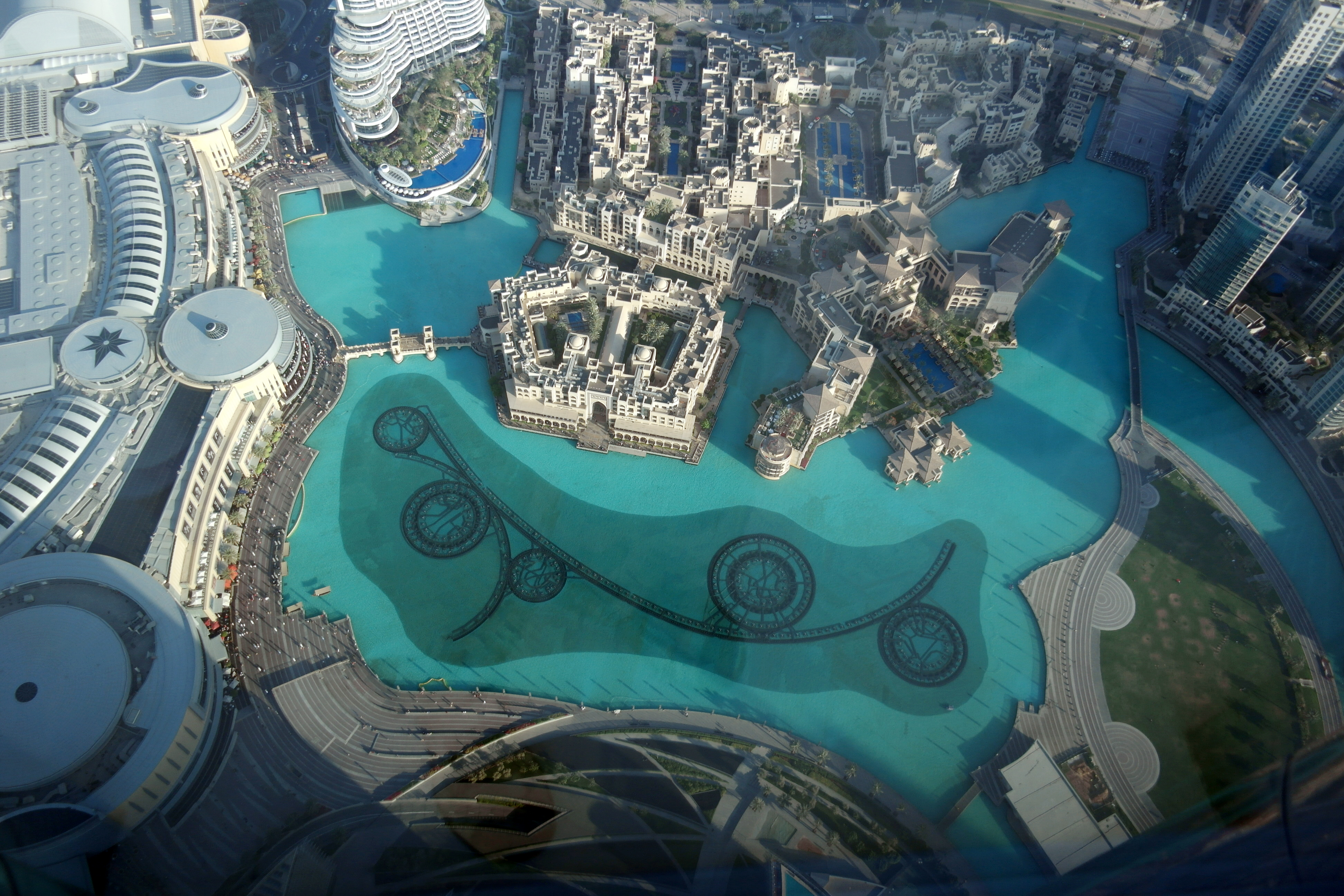
نافورة دبي

- برج الساعة بالديرة

#### المتاحف والمعارض الفنية في دبي

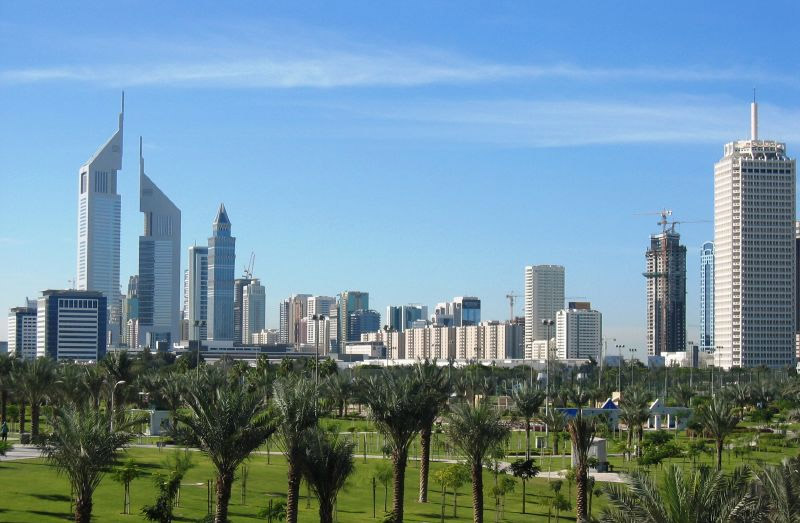
حديقة زعبيل

- متحف دبي للصور المتحركة
- متحف دبي
- متحف الاتحاد
- متحف المستقبل
- بيت الشيخ سعيد آل مكتوم
- متحف صلصالي الخاص
- بيت الشيخ عبيد بن ثاني
- المنجم
- متحف القهوة في دبي
- متحف المسكوكات
- المتحف الإماراتي للتربة
- متحف الإبل
- متحف مدام توسو (دبي)
- متحف مستشفى آل مكتوم
- متحف المرأة
- متحف السيلفي في دبي
- إنفينيتي دي لوميير
- متحف بلدية دبي

#### متنزهات وحدائق في دبي

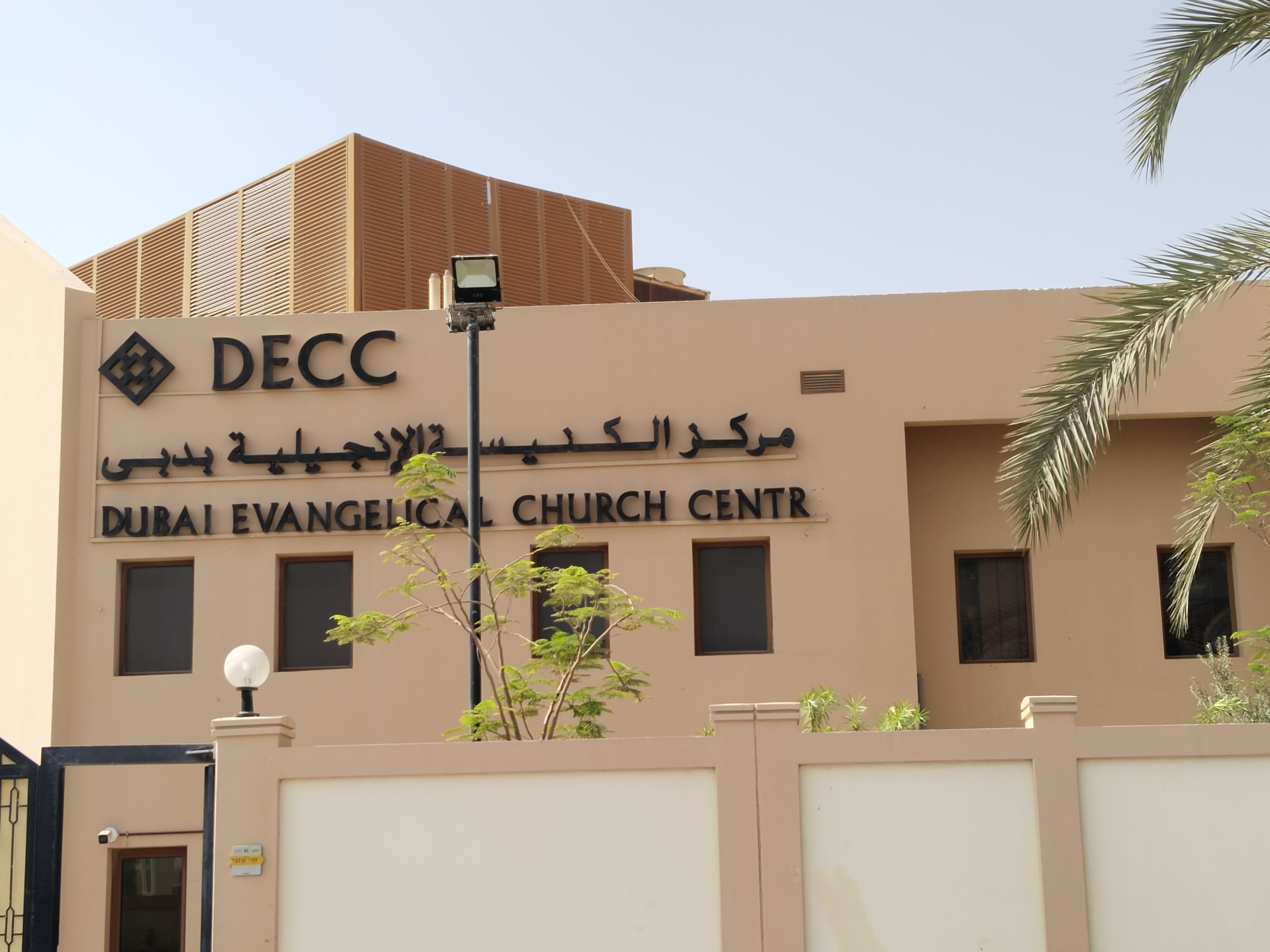
كنيسة الاتحاد المسيحية في دبي

- حديقة دبي المعجزة
- حديقة سفاري دبي
- حديقة مشرف
- حديقة الصفا
- حديقة وايلد وادي المائية
- حديقة زعبيل
  - برواز دبي

#### المباني الدينية في دبي
- مسجد ومركز الفاروق عمر بن الخطاب[2]
- كنيسة مدينة دبي
- كنيسة القديس فرنسيس الأسيزي (جبل علي)

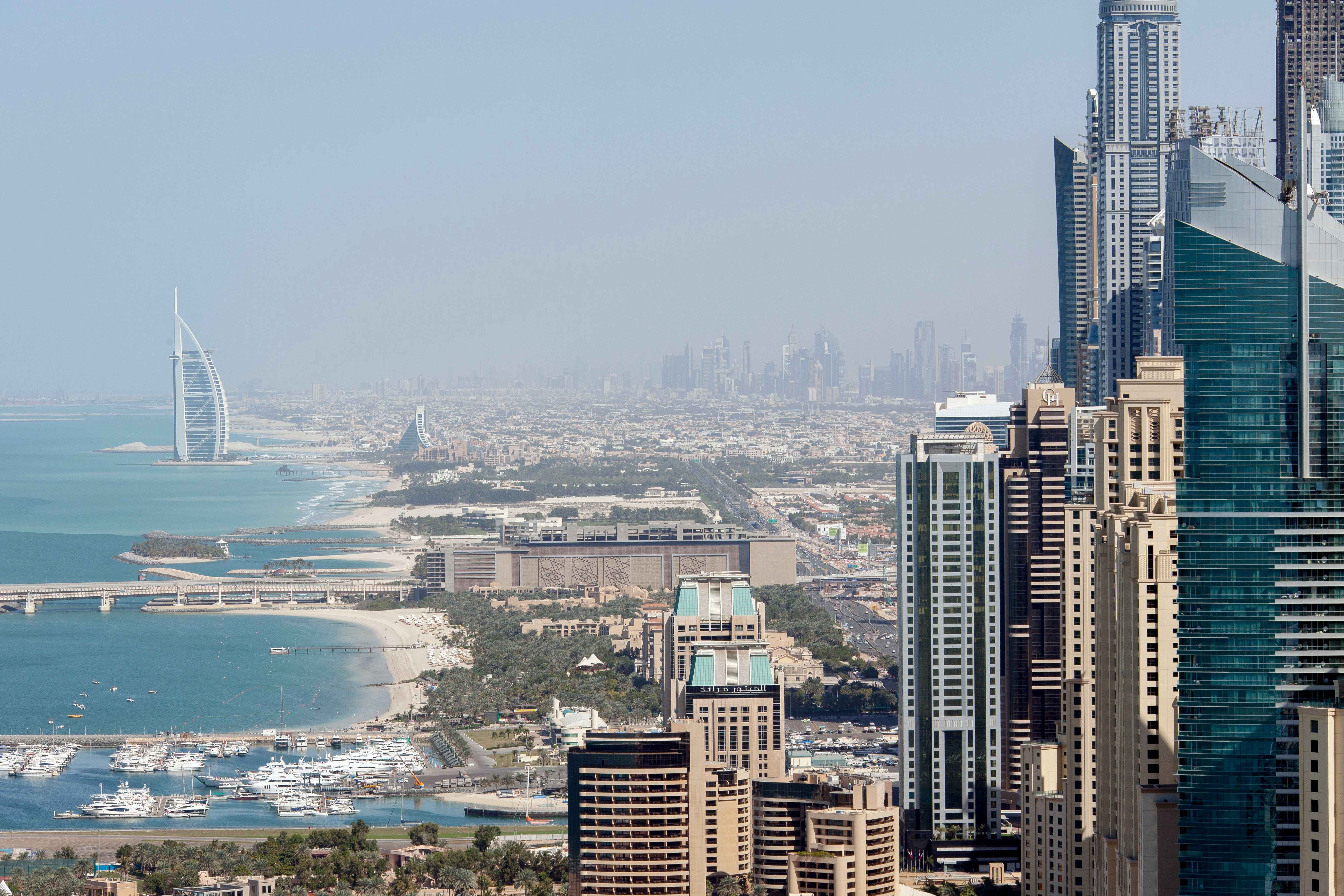
فندق برج العرب (دبي)

- مسجد دبي الكبير
- المعبد الهندوسي في دبي
- مسجد جميرا
- مأتم الكراشية (دبي)
- المسجد الرحيم
- غورو ناناك دربار (دبي)

#### المباني العلمانية في دبي
- 23 مارينا
- برج الماس
- برج العرب
- برج خليفة
- برج كيان
- لؤلؤة دبي
- مركز دبي التجاري العالمي
- أبراج الإمارات
- فندق جيفورا
- البرج الأزرق
- فندق جميرا أبراج الإمارات
- برج إندكس
- برج روز
- فندق العنوان داون تاون
- برج أوشين هايتس
- بينتومينيوم

#### شوارع في دبي
- كورنيش الديرة

#### أبراج في دبي
- برج خور دبي

### التركيبة السكانية لدبي
التركيبة السكانية في دبي

## الحكومة والسياسة في دبي
حكومة دبي
- بلدية دبي
- علاقات دبي الدولية

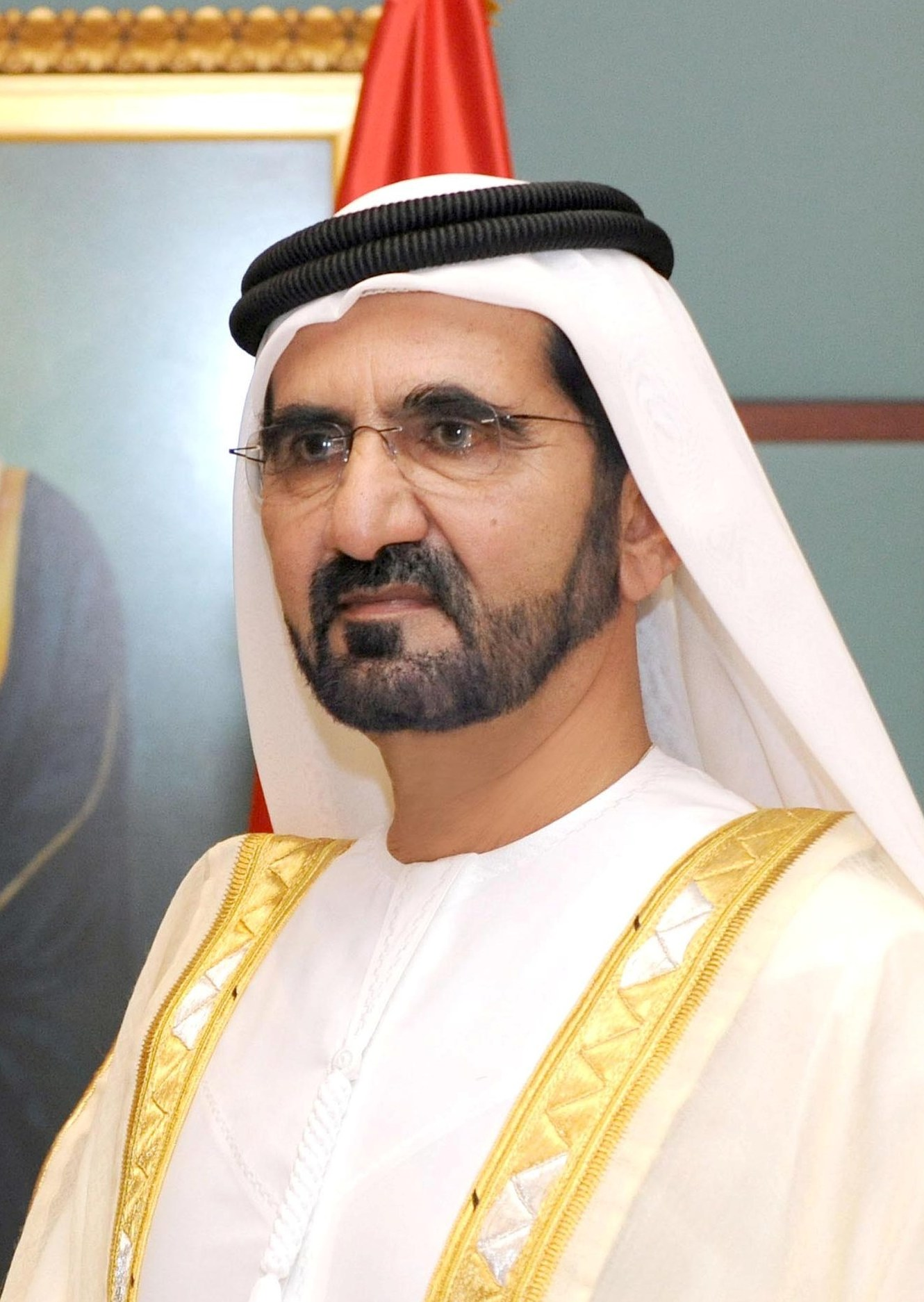
محمد بن راشد آل مكتوم حاكم دبي

  - البلدات التوأم والمدن الشقيقة في دبي

### القانون والنظام في دبي
- حقوق الإنسان في دبي
  - حقوق الإنسان في دبي
    - الحرية الدينية
- تطبيق القانون في دبي
  - قوة شرطة دبي
  - قوانين الشريعة

## تاريخ دبي

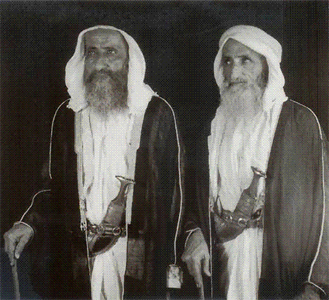
الشيخ جمعة آل مكتوم (يسار) والشيخ سعيد بن مكتوم آل مكتوم (يمين) من آل مكتوم

### تاريخ دبي حسب الفترة أو الحدث
الجدول الزمني لدبي
- التاريخ المبكر
- دبي في القرن الثامن عشر
- دبي في القرن التاسع عشر
  - دبي تصبح محمية بريطانية (1892)
- دبي في القرن العشرين
  - دبي تنضم إلى ست إمارات أخرى في تأسيس الإمارات العربية المتحدة (1971)
  - دبي، بالاشتراك مع الإمارات الأخرى، تطرح الدرهم الإماراتي، العملة الموحدة لدولة الإمارات العربية المتحدة (1973)
- دبي في الألفية الجديدة

### تاريخ دبي حسب الموضوع

#### المواقع الأثرية في دبي
- موقع الصفوح الأثري
- موقع جميرا الأثري
- موقع ساروق الحديد الأثري

## ثقافة دبي

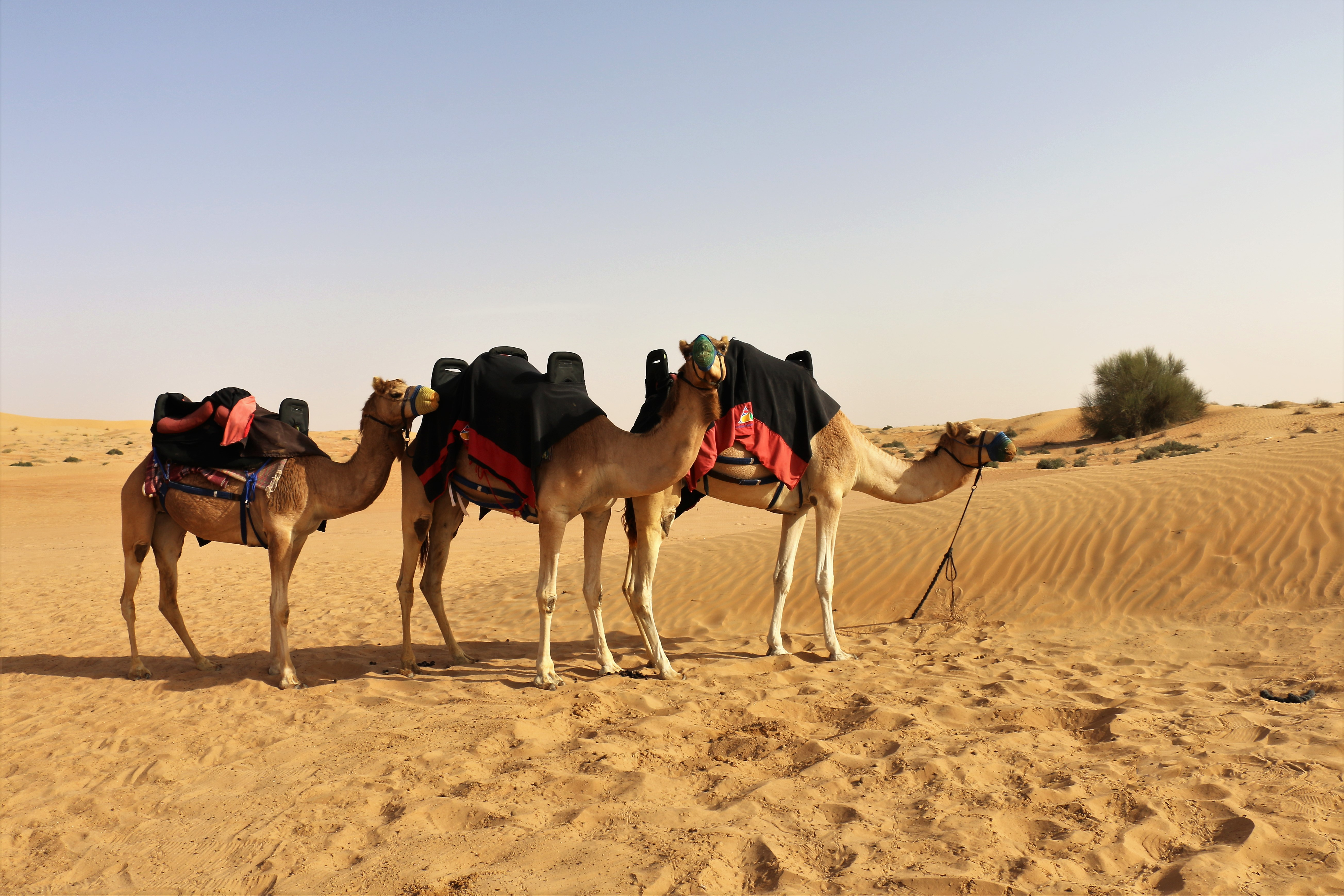
ركوب الهجن في دبي

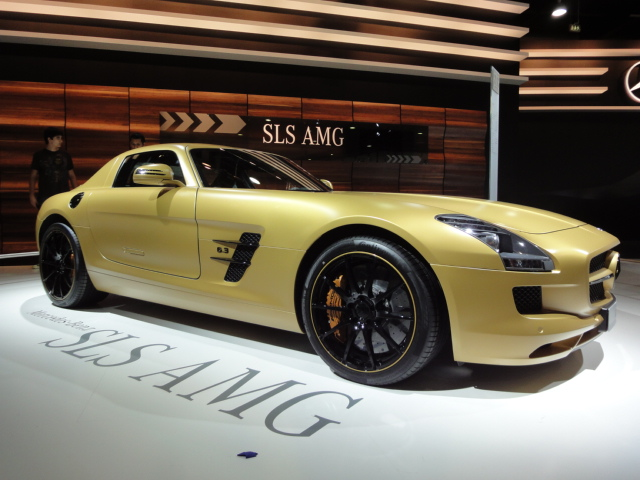
سيارة أم جي بالدورة العاشرة معرض دبي الدولي للسيارات

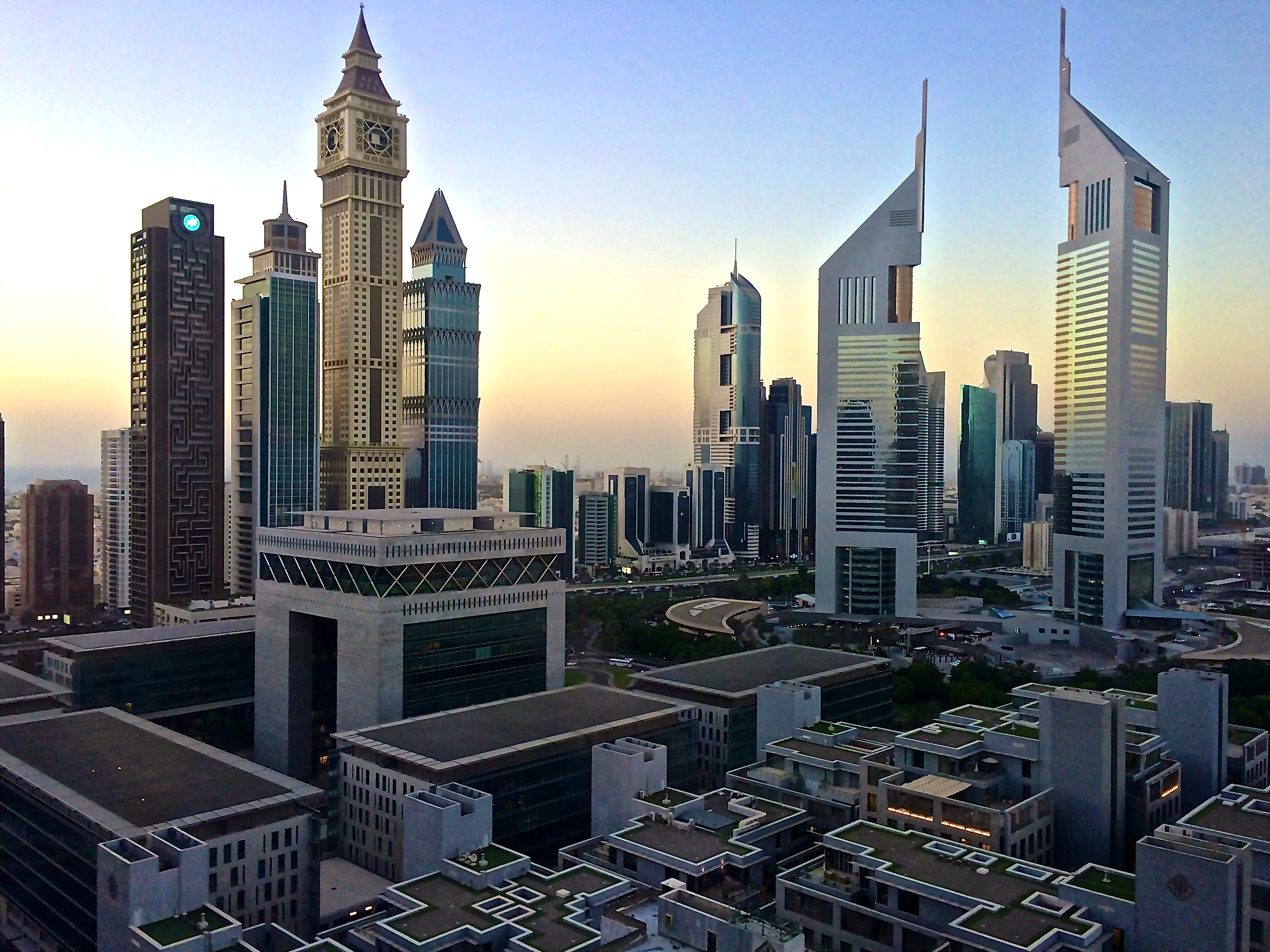
أبراج الإمارات (أطول مبنيين على اليمين)

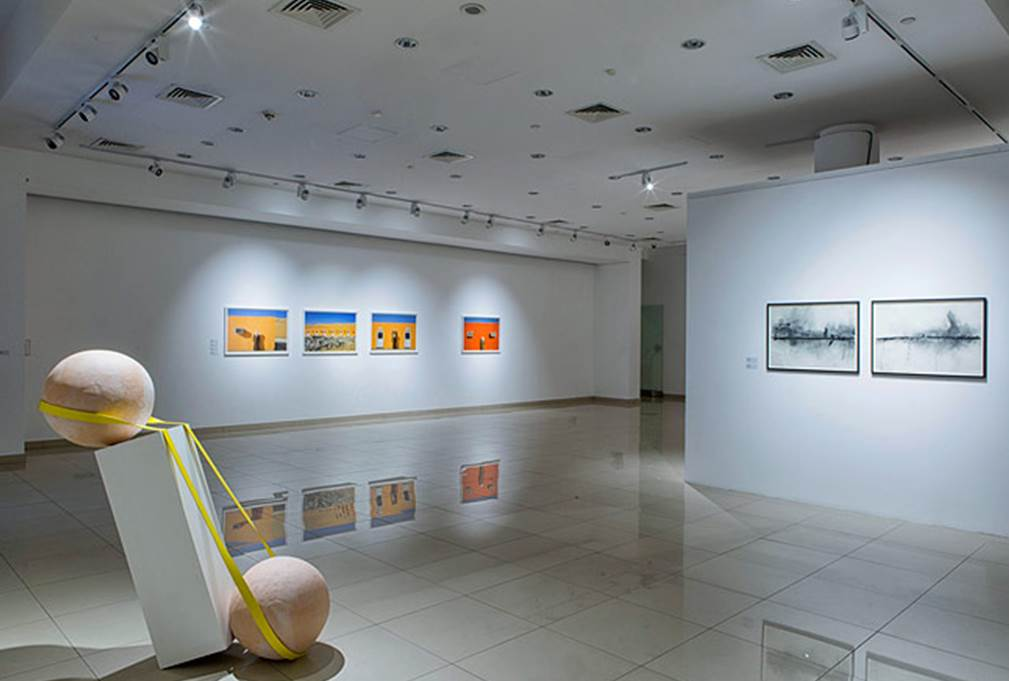
معرض في مسرح دبي الاجتماعي ومركز الفنون (دوكتاك)

العمارة في دبي
- المباني في دبي
  - أطول المباني في دبي
  - قائمة المباني في دبي
- الجزر في دبي
  - جزيرة بلو ووترز
  - وسط مدينة دبي
  - دبي لاند
  - واجهة دبي البحرية
  - جزر الجميرا
  - جزر النخيل
    - جزيرة ديرة
    - نخلة جبل علي
    - نخلة جميرا

  - جزر الكون
  - جزر العالم
    - تطورات الأرخبيل العالمي

#### سينما دبي
- مهرجان دبي السينمائي الدولي
- لجنة دبي للسينما والتلفزيون

#### أدب دبي

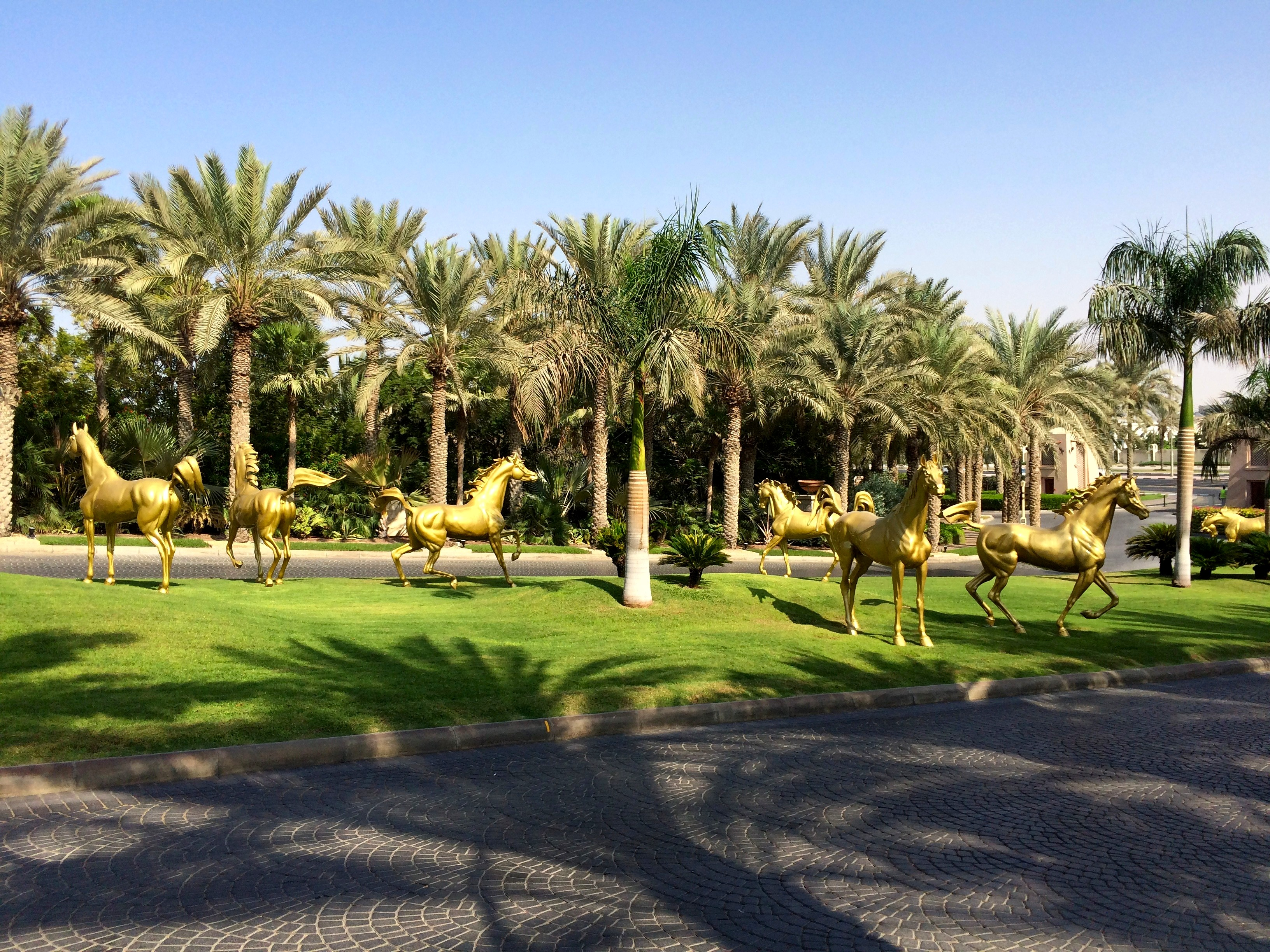
"الخيول الذهبية" للنحات الجنوب أفريقي داني دي جاغر

- مركز دبي الدولي للكتاب
  - مهرجان طيران الإمارات للآداب

#### موسيقى دبي
موسيقى دبي
- المهرجانات والمسابقات الموسيقية في دبي
  - مهرجان دبي العالمي للجاز
- أماكن الموسيقى في دبي
  - دار دبي للأوبرا
- الفرق الموسيقية في دبي
  - أوركسترا الفردوس
  - أوركسترا الإمارات العربية المتحدة الفلهارمونية

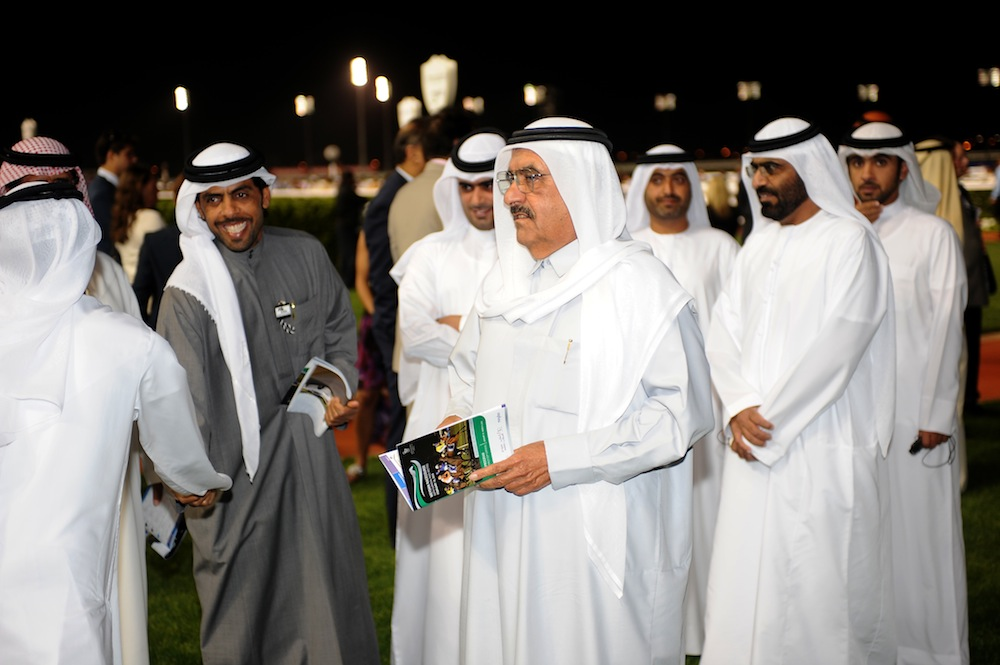
رجال يرتدون الكندورة والغترة التقليدية، مثبتين في مكانهم بواسطة عقال

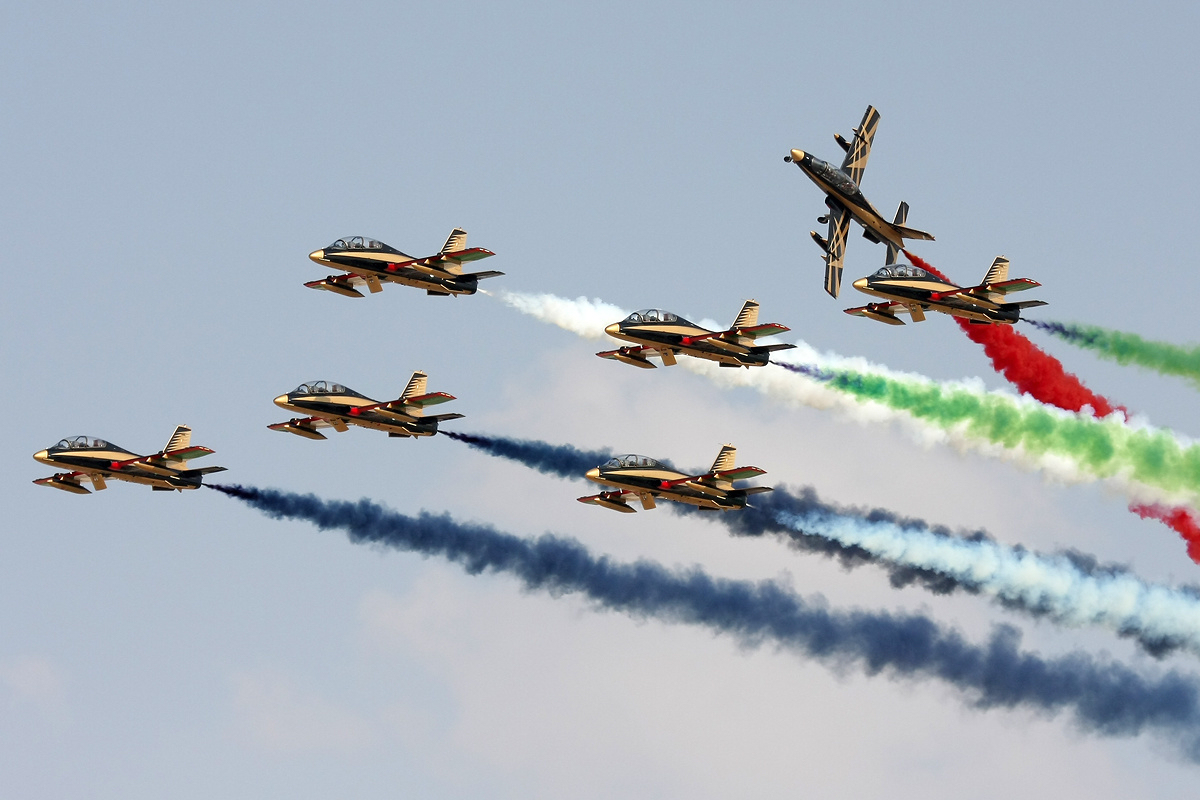
الفرسان، فريق العرض البهلواني التابع للقوات الجوية لدولة الإمارات العربية المتحدة يعرض في معرض دبي للطيران 2013

- أغاني عن دبي

#### الفنون البصرية في دبي

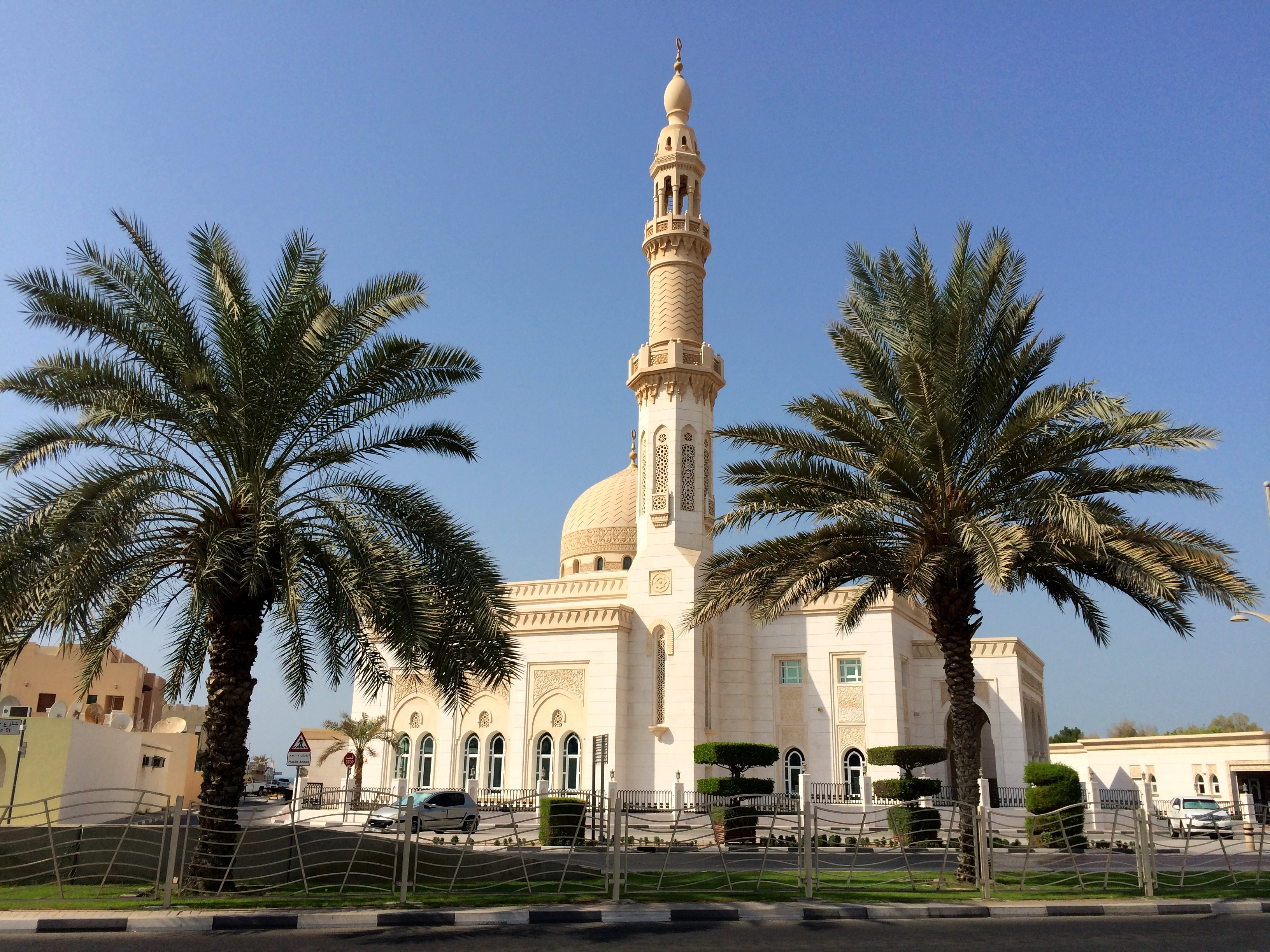
مسجد مرحبا

الفن في دبي
- مسرح دبي الاجتماعي ومركز الفنون
- تشكيل دبي

الفن العام في دبي
- الخيول الذهبية

قواعد اللباس في دبي
الأحداث في دبي
- آرت دبي
- معرض دبي للطيران
- أسبوع دبي للتصميم
- معرض دبي الدولي للسيارات
- مهرجان دبي للتسوق
- إكسبو 2020
- مهرجان عوافي الإماراتي
- القمة العالمية للحكومات

لغات دبي
- اللغة الإنجليزية
- لهجة خليجية

الإعلام في دبي
- الصحف في دبي
  - البيان
  - غلف نيوز
- الإذاعة والتلفزيون في دبي
  - قنوات راديو وتلفزيون دبي

### الدين في دبي

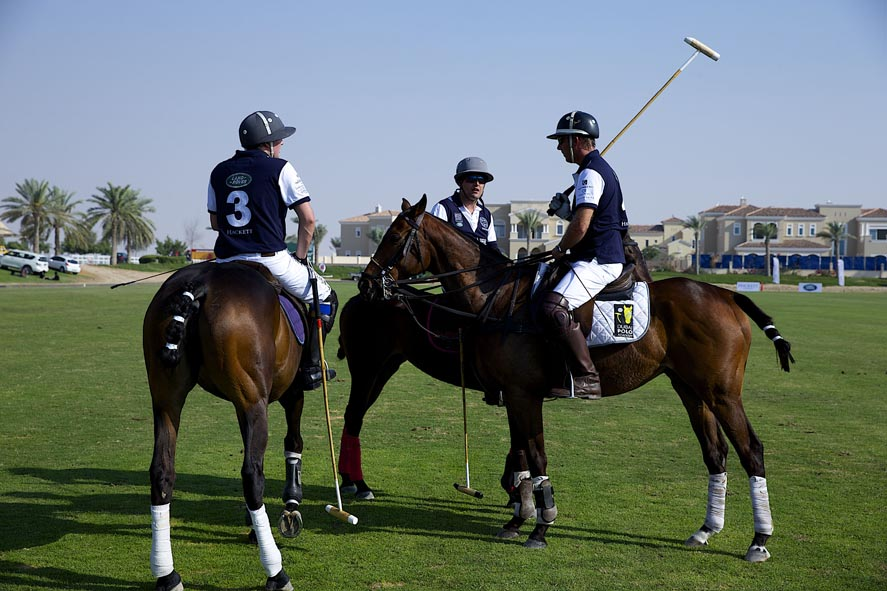
يوم البولو البريطاني في نادي دبي للبولو والفروسية

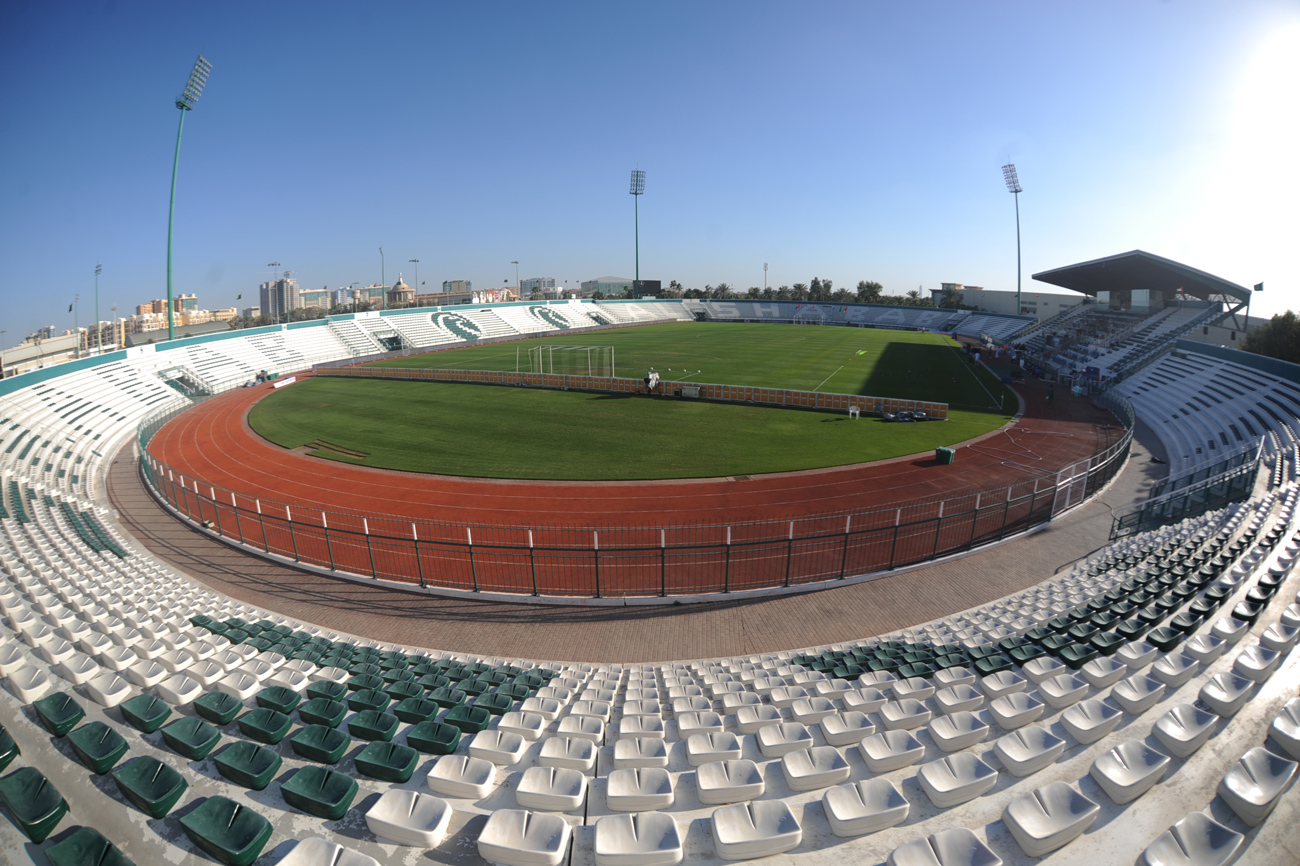
ملعب مكتوم بن راشد آل مكتوم

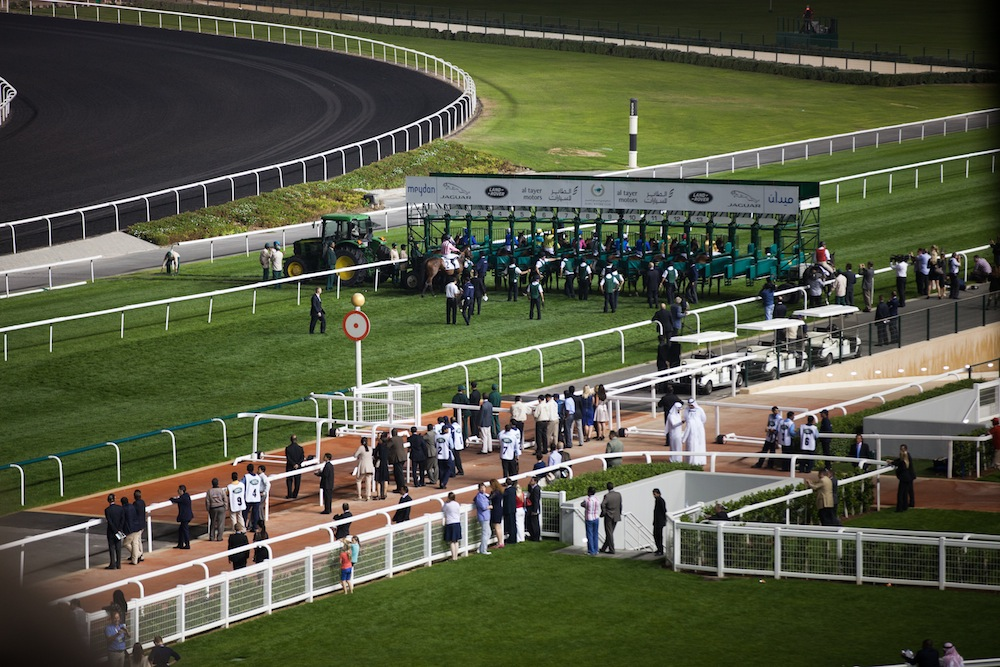
مضمار ميدان

الدين في دبي
- الكاثوليكية في دبي
  - كنيسة القديسة مريم (دبي)
- الهندوسية في دبي
  - المعبد الهندوسي في دبي
- الإسلام في دبي
  - المسجد الكبير
- السيخية في دبي
  - غورو ناناك دربار (دبي)

### الرياضة في دبي
الرياضة في دبي
- كرة القدم في دبي
  - اتحاد كرة القدم في دبي
    - النصر دبي
    - نادي الوصل
- بولو في دولة الإمارات العربية المتحدة
- ملعب نادي الإمارات للغولف
- نادي خور دبي للغولف واليخوت
- المسابقات الرياضية في دبي
  - دبي ديزرت كلاسيك
  - رالي دبي الدولي
  - ماراثون دبي
  - بطولة دبي المفتوحة (للجولف)
  - بطولة دبي المفتوحة للشطرنج
  - بطولة دبي للتنس[3]
  - طواف دبي
  - كأس دبي العالمي
  - ليلة كأس العالم في دبي
- مدينة دبي الرياضية
  - ملعب دبي الدولي للكريكت
  - نادي خور دبي للجولف واليخوت
  - نادي الإمارات للجولف
  - مجمع حمدان الرياضي
  - ملعب مكتوم بن راشد آل مكتوم[4]
  - مضمار ميدان لسباق الخيل

## الاقتصاد والبنية التحتية في دبي
اقتصاد دبي
- الاتصالات في دبي
- الخدمات المالية في دبي
  - سوق دبي المالي
  - بنك الإمارات دبي الوطني
- فنادق ومنتجعات دبي
- أنداز باي حياة نخلة جميرا
- فندق أرماني (يقع ضمن برج خليفة)
- فندق أتلانتس نخلة الجميرا (دبي)

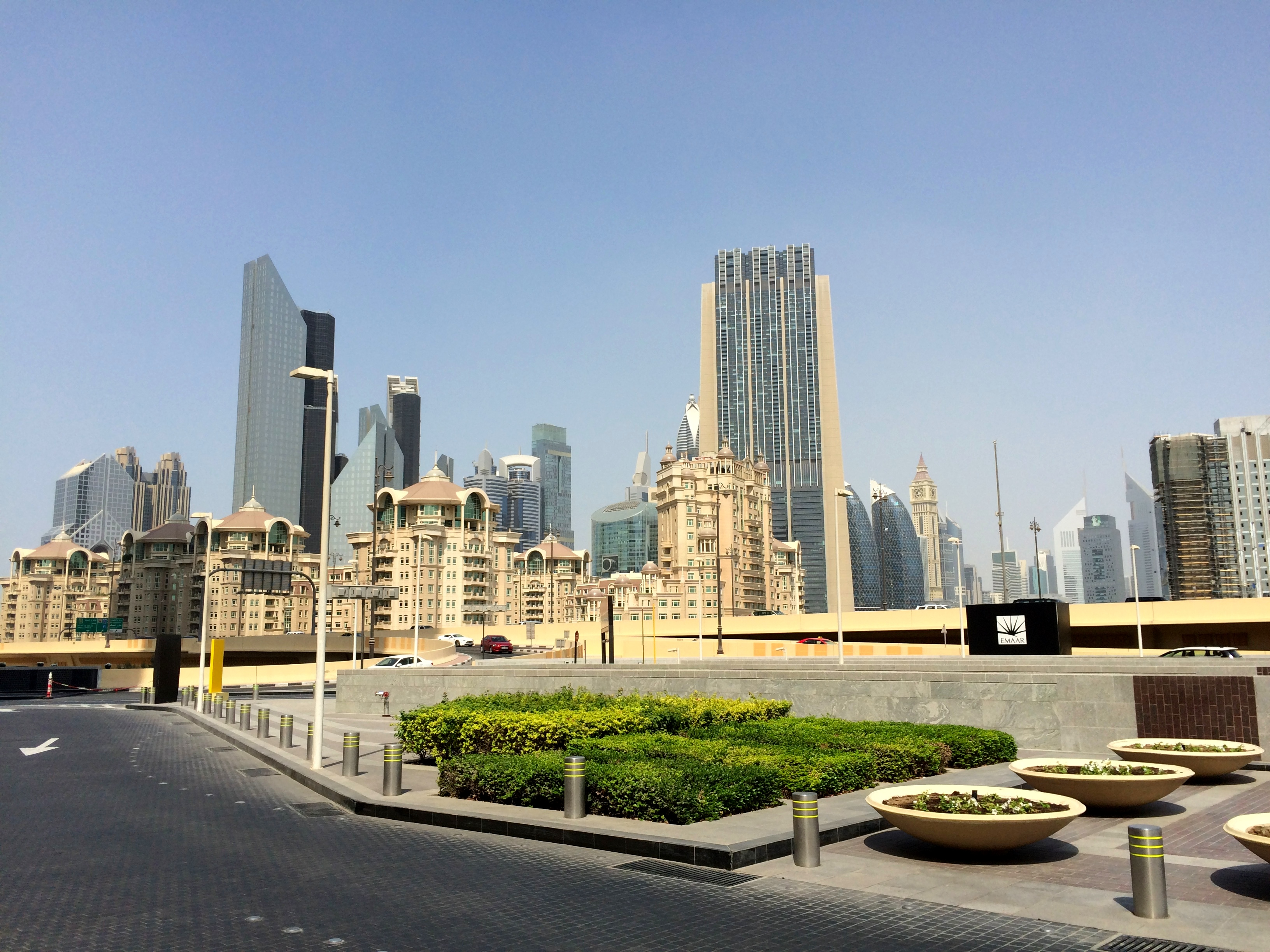
مركز دبي المالي العالمي، مركز مالي رئيسي في الشرق الأوسط

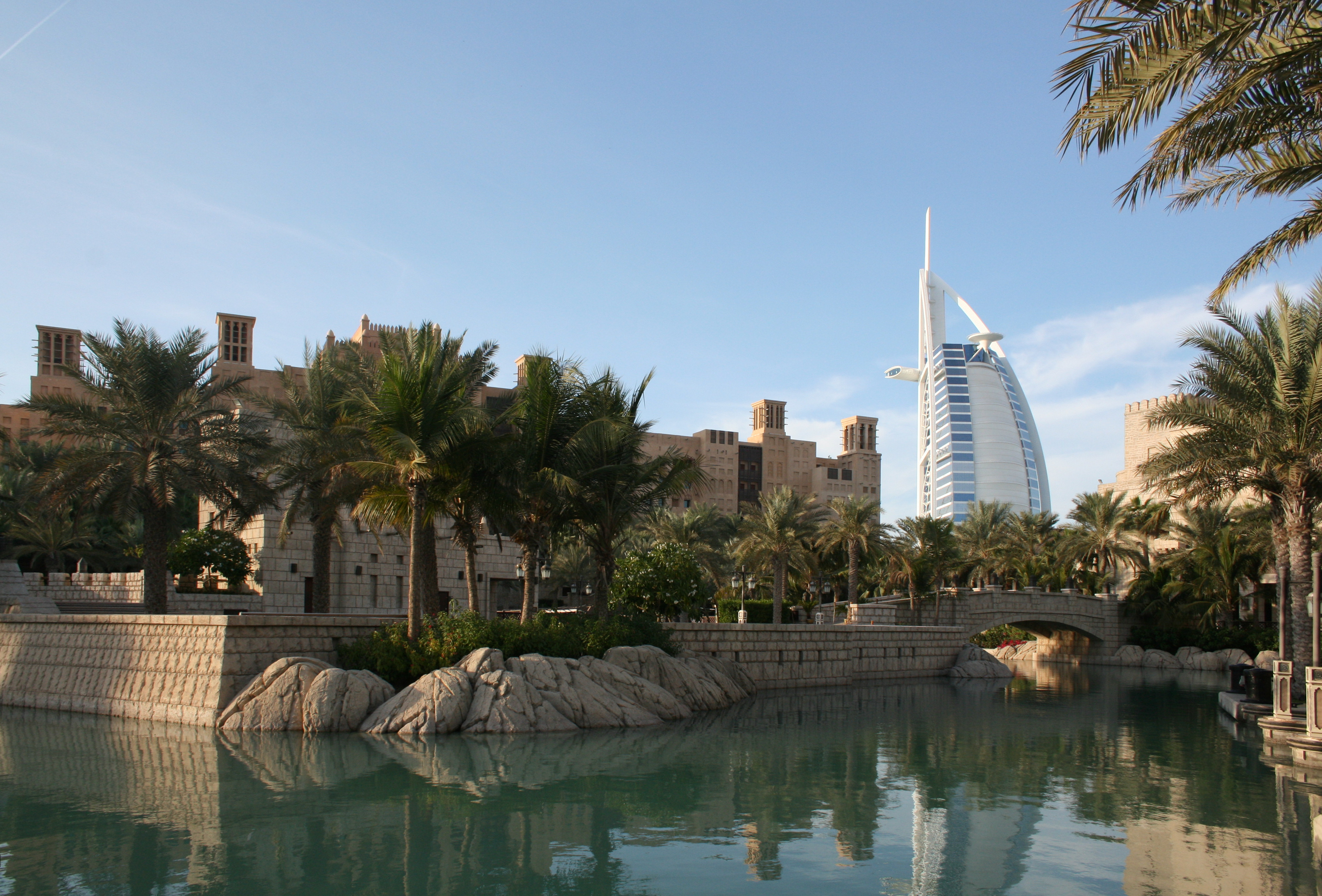
مدينة جميرا، أكبر منتجع في دبي

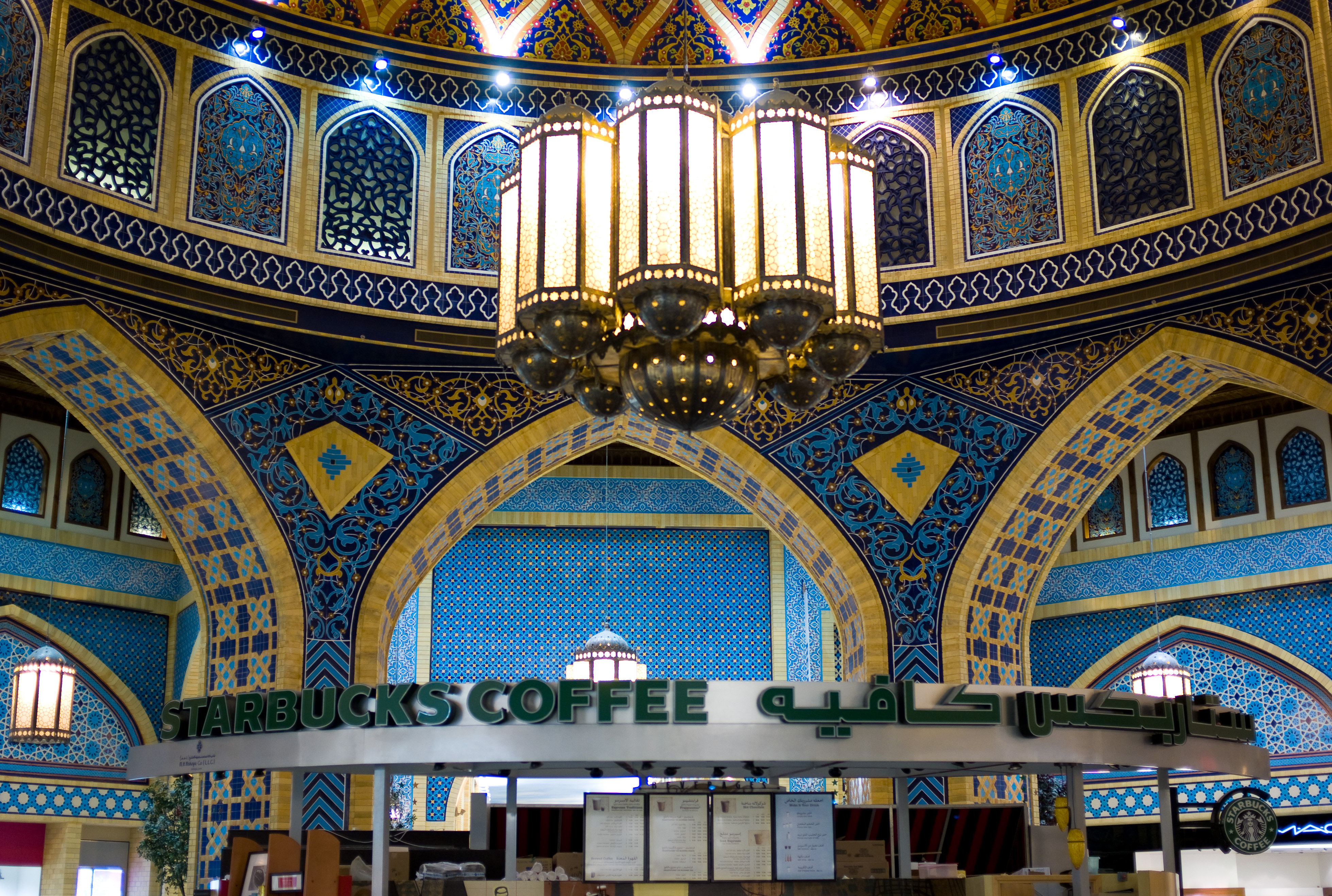
الردهة الفارسية في ابن بطوطة مول

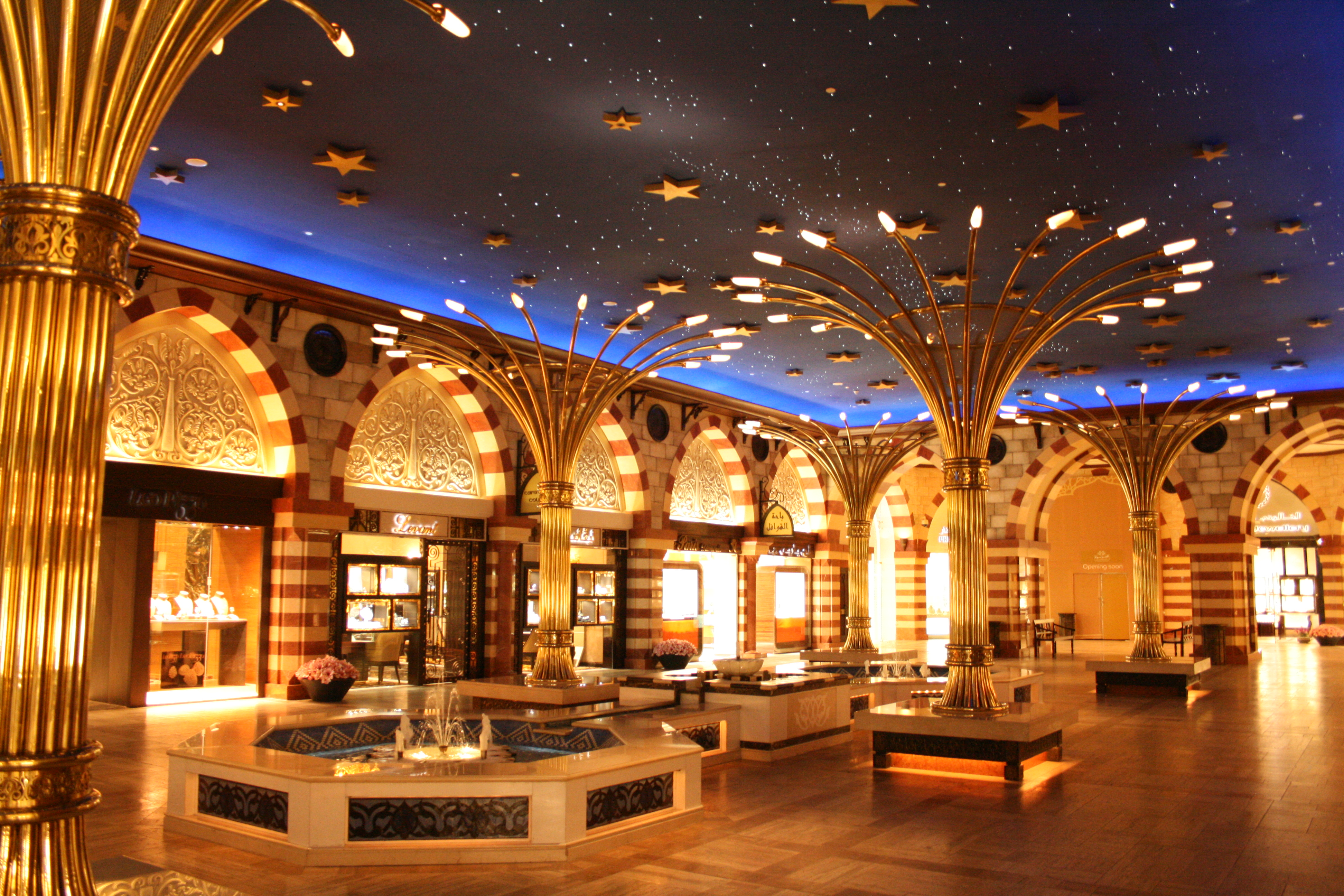
سوق الذهب في دبي مول

- كارلتون داون تاون، الذي يحتل برج فندق أنجسانا
- منتجع كوت دازور جزر دبي العالمية
- دوسيت ثاني دبي
- فندق فيرمونت دبي
- فيرمونت النخلة
- فايف نخلة جميرا
- فندق جيفورا (حالياً أطول فندق مخصص في العالم)
- جراند حياة دبي
- فندق حصن حتا
- هيلتون النخلة
- فندق حياة ريجنسي دبي
- فندق جميرا بيتش
- فندق جميرا أبراج الإمارات، يشغل برج الإمارات الثاني
- جيه دبليو ماريوت ماركيز (دبي)
- كمبينسكي مول الإمارات
- مدينة جميرا
- منتجع ماريوت نخلة الجميرا
- منتجع راديسون بيتش نخلة الجميرا
- فندق راديسون رويال دبي
- ذا ريتريت نخلة دبي إم غاليري باي سوفيتل
- فندق ريكسوس النخلة
- برج روز
- منتجع وسبا سوفيتيل دبي النخلة
- منتجع وسبا تاج إكزوتيكا
- منتجع وسبا تاج إكزوتيكا نخلة الجميرا
- فندق تماني المارينا
- والدورف أستوريا دبى بالم جميرا
- العقارات والممتلكات في دبي
  - التطورات في دبي
    - مشاريع دبي التنموية
- مطاعم ومقاهي في دبي
  - مطعم روستار العائم
  - فيري
- مراكز التسوق والأسواق في دبي
  - مراكز التسوق في دبي
- دبي مارينا مول
- مول ابن بطوطة
- مول العرب (دبي)
- مول الإمارات
- مول العالم
- مركز ميركاتو للتسوق
- مدينة محمد بن راشد
- دبي مول
- النخيل مول دبي
- مول العرب (دبي)
  - الأسواق في دبي
    - سوق التنين
    - مركز ميركاتو للتسوق
    - سوق الذهب في دبي مول
    - سوق الذهب دبي
    - سوق الغزل (دبي)
    - سوق التوابل (دبي)
- السياحة في دبي
  - مناطق الجذب السياحي في دبي

### المواصلات في دبي
وسائل النقل العام في دبي
- النقل الجوي في دبي
  - المطارات في دبي
    - مطار دبي الدولي
      - بوابة الشحن بمطار دبي الدولي
- النقل البحري في دبي
  - جبل علي
  - ميناء راشد
- النقل البري في دبي
  - نظام ترقيم مسارات دبي

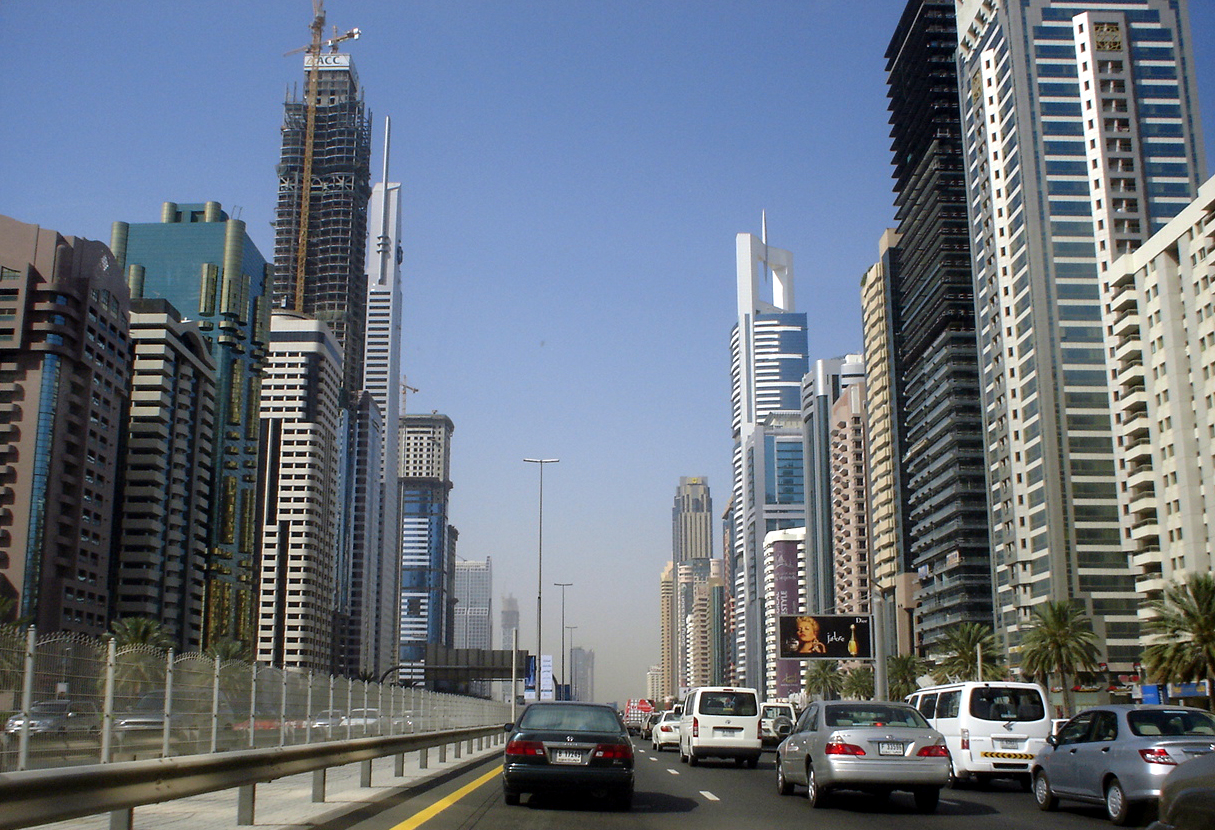
طريق الشيخ زايد

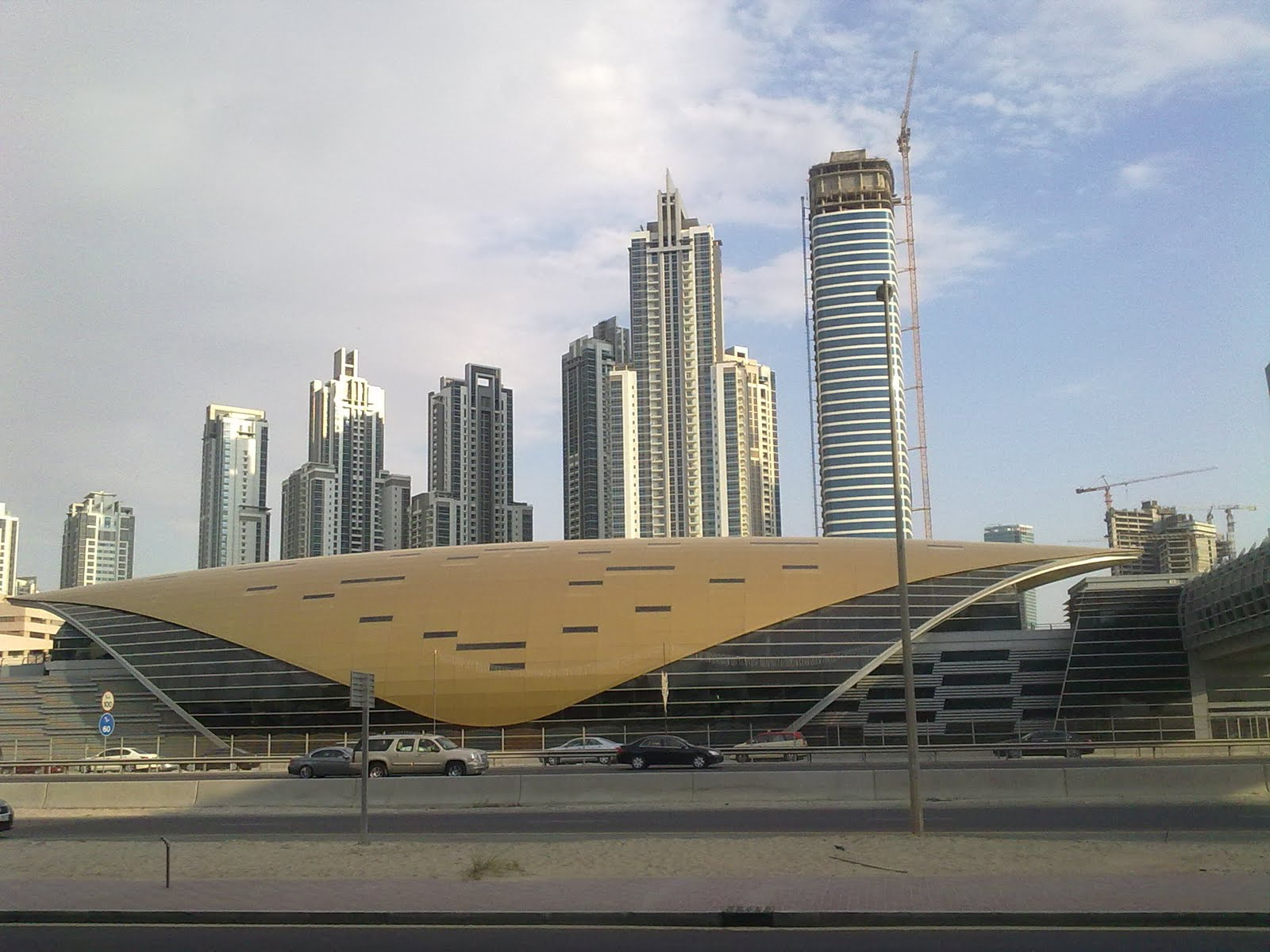
الخليج التجاري محطة مترو

- شارع إ 11 (الإمارات العربية المتحدة)

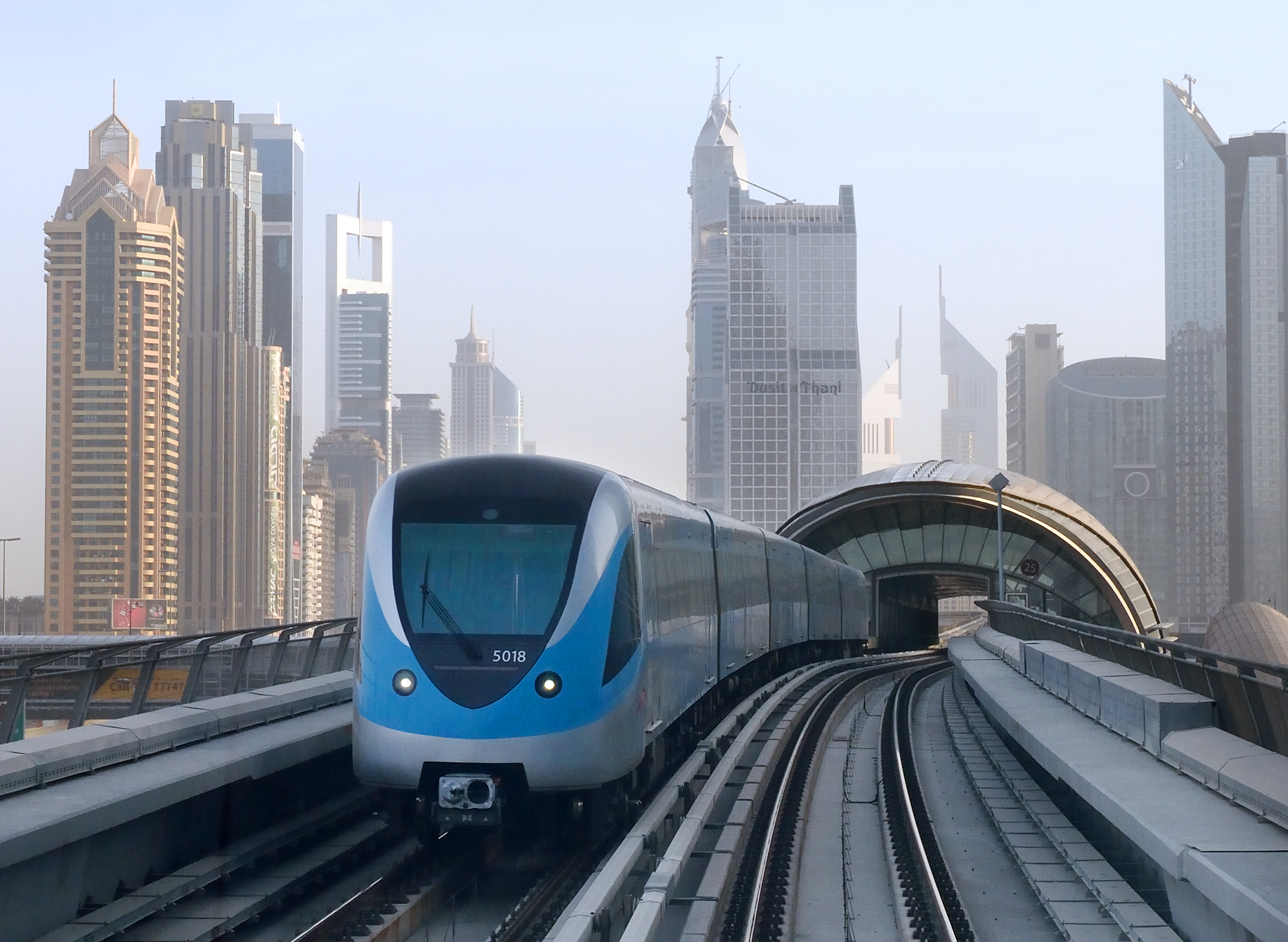
مترو دبي

#### النقل بالسكك الحديدية في دبي
- مترو دبي
  - الخط الأحمر
  - الخط الأخضر
  - الخط البنفسجي (الخط المقترح)
  - الخط الأزرق (الخط المقترح)
    - قائمة محطات قطارات مترو دبي
- ترام دبي
- عربة دبي
- سكة نخلة جميرا الأحادية

## التعليم في دبي

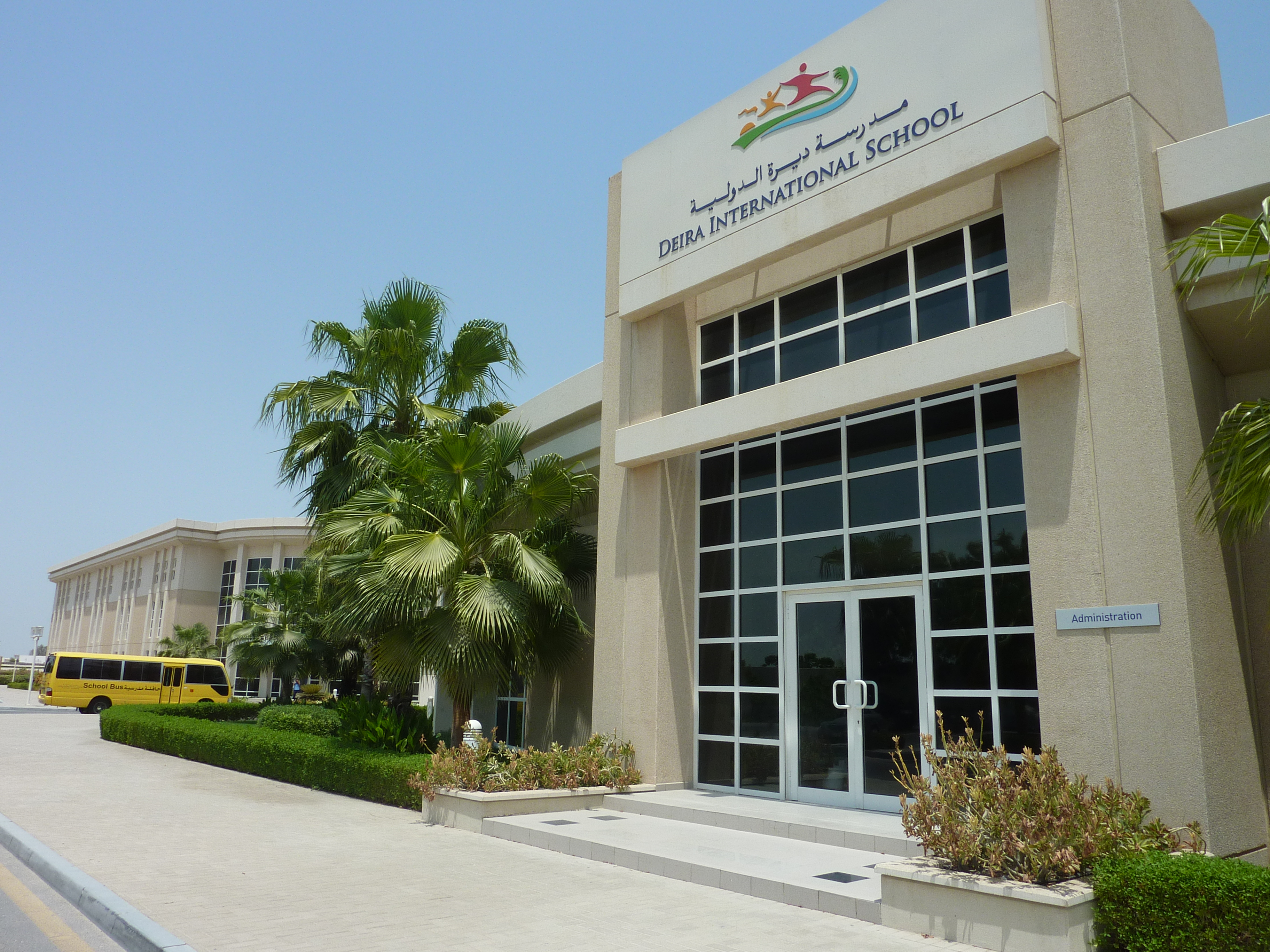
مدرسة ديرة الدولية

التعليم في دبي
- المدارس في دبي
  - المدارس الحكومية في دبي
  - المدارس الخاصة في دبي
- الجامعات والكليات في دبي
  - الجامعات والكليات الحكومية
    - كليات التقنية العليا
    - جامعة زايد

  - الجامعات والكليات الخاصة
    - الجامعة الأمريكية في الإمارات
    - الجامعة البريطانية في دبي
    - جامعة دبي
    - جامعة زايد

## روابط خارجية
- Propsearch.ae - بوابة عقارات في دبي تتضمن قاعدة بيانات شاملة إلى حد ما للعقارات في المدينة
- CTBUH - خبراء ناطحات السحاب في العالم، مع قاعدة بيانات شاملة أخرى
- SkyscraperPage - قاعدة بيانات من صنع قاعدة المعجبين تحتوي على رسومات مقياسية لمعظم المباني